# Francesco Saverio Monticelli
Francesco Saverio Monticelli (Napoli, 5 settembre 1863 – Napoli, 15 novembre 1927) è stato uno zoologo italiano di orientamento anatomo-morfologico, istologico e sistematico con prevalenti contributi specialistici in elmintologia, carcinologia e chiropterologia.
Fu docente universitario e tra i fondatori, e più volte presidente, dell'Unione zoologica italiana. A Napoli fu direttore della Stazione zoologica, della Scuola di Farmacia, del gabinetto di Antropologia, dell'Istituto e del Museo zoologico e fu preside della Facoltà di Scienze naturali della R. Università e presidente della Società dei Naturalisti.

## Biografia
Francesco Saverio Monticelli, barone di Cerreto, figlio di Carlo e di Beatrice De Ferrante apparteneva a una nobile famiglia benestante di origine pugliese, che vantava tra gli antenati un illustre protagonista dell'ambiente scientifico napoletano della prima metà dell'Ottocento, l'abate Teodoro Monticelli, noto cultore di geologia.

### La formazione giovanile e gli inizi della carriera accademica
A Napoli, dopo i primi studi all'Istituto della carità dei Padri Rosminiani, completò il percorso scolastico conseguendo la licenza liceale al Liceo Classico "Umberto I", dove fu tra i primissimi allievi dello zoologo Antonio Della Valle. Nel luglio del 1885 si laureò in Scienze naturali con Salvatore Trinchese e, nello stesso mese, conseguì il diploma di abilitazione all'Insegnamento nelle scuole secondarie.

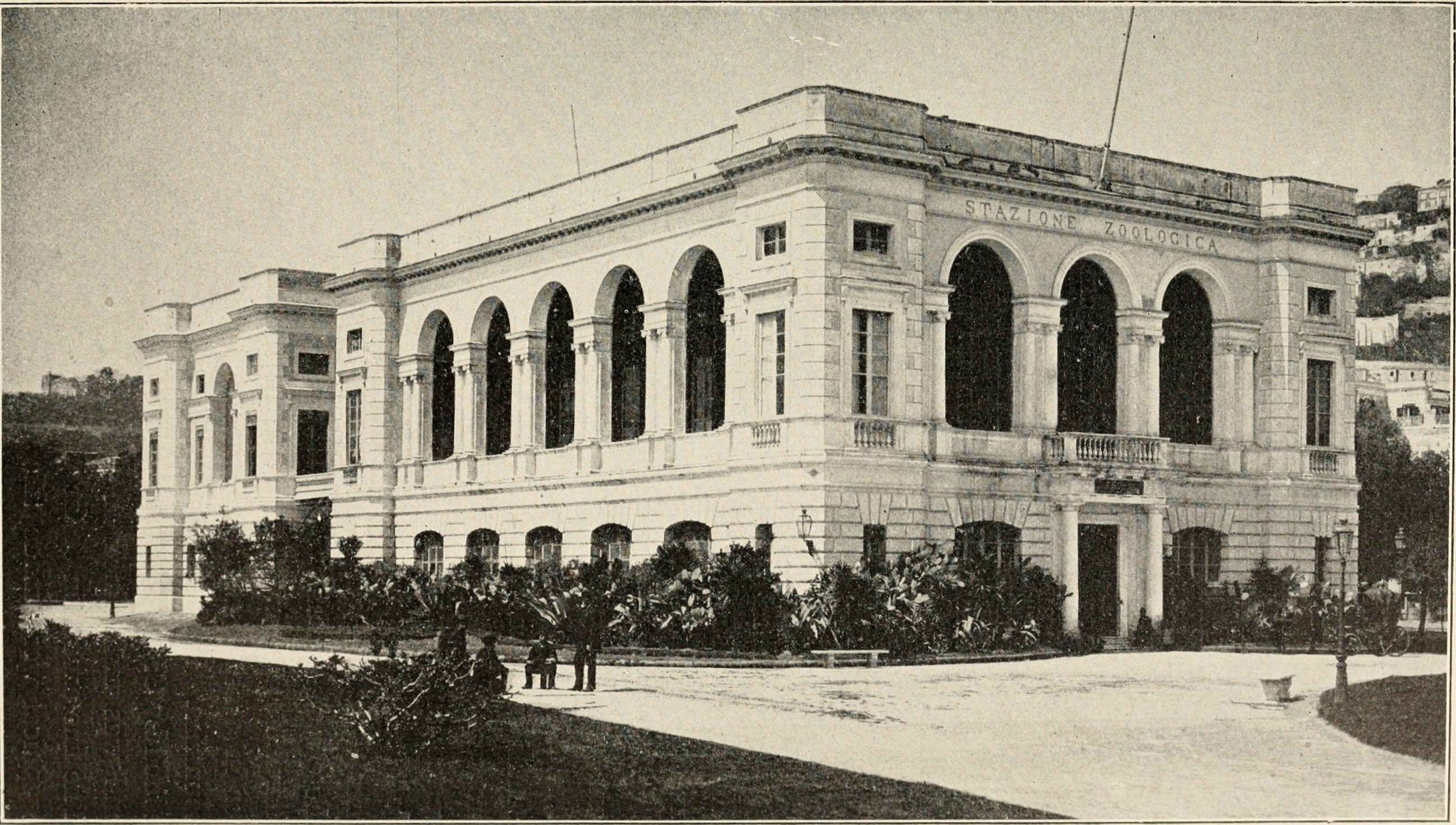
La Stazione zoologica di Napoli (circa il 1908)

Ma non si dedicò all'insegnamento e, nell'aprile del 1886, vinse un assegno straordinario di perfezionamento e l'assegnazione per un triennio di un Tavolo di studio presso la Stazione zoologica Anton Dohrn, messo a concorso dal Ministero della Pubblica Istruzione. Qui Monticelli iniziò quelle ricerche che lo avrebbe portato a dare significativi contributi alla conoscenza anatomo-morfologica, istologica, embriologica e sistematica della fauna elmintologica endo ed ectoparassita, facendone uno dei più autorevoli zoologi italiani «eletto tra i primi venti elmintologi del mondo».

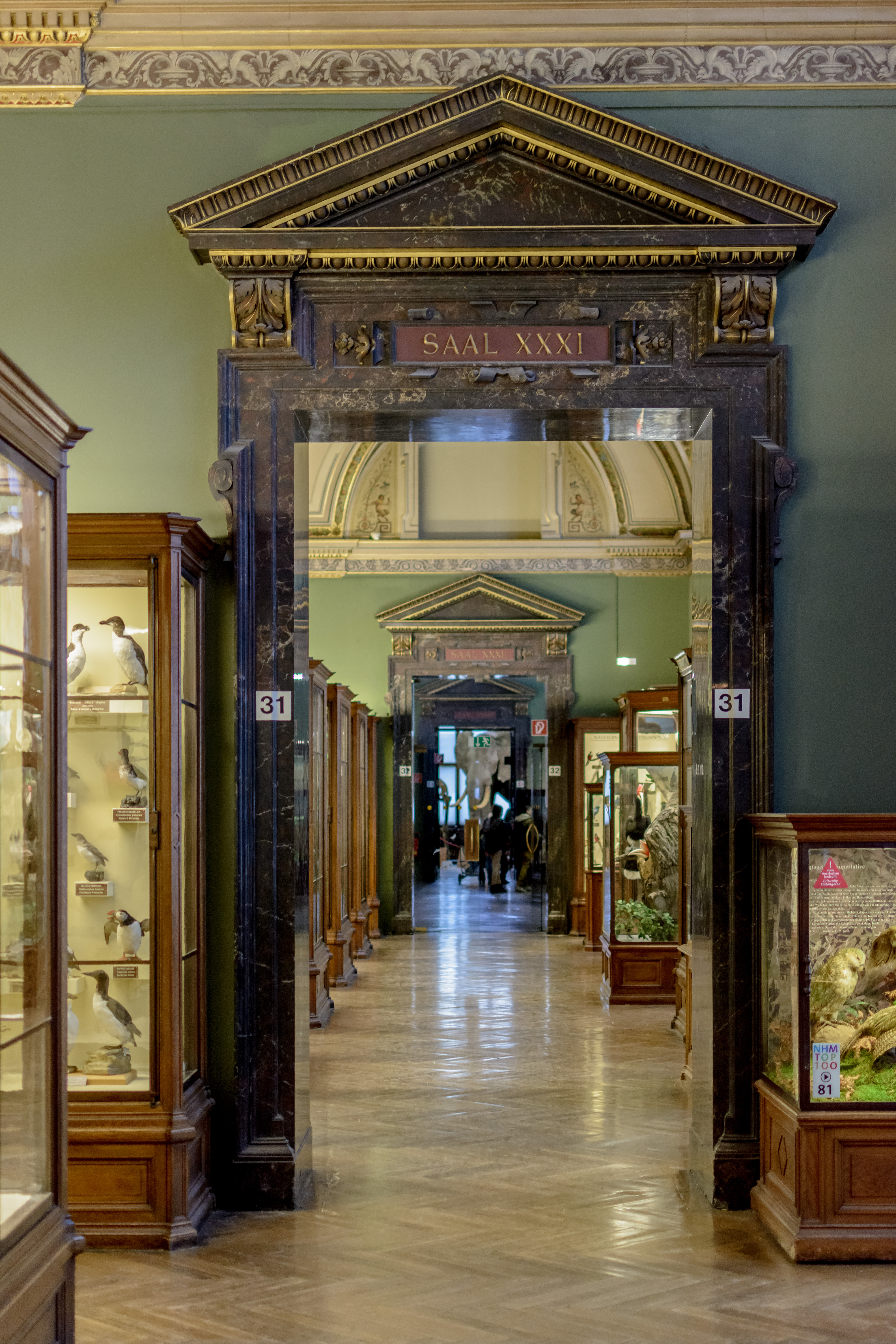
Il Naturhistorisches Museum di Vienna.

Con i titoli acquisiti con la pubblicazioni di queste prime ricerche Monticelli conseguì, nel 1888 dopo soli tre anni dalla laurea, l'abilitazione alla docenza privata con effetti legali in zoologia nell'Università di Napoli, e partecipò a numerosi concorsi a cattedra, ottenendone l'eleggibilità.
Terminato il triennio di perfezionamento, Monticelli continuò i suoi studi presso alcune delle più importanti istituzioni scientifiche europee, in ambito zoologico poi tornò a Napoli nel 1892 e fu nominato, per concorso, reggente di Storia naturale nel R. Istituto tecnico di Palermo ma ottenne l'aspettativa per motivi di famiglia.
Nel 1893, conseguì la libera docenza in zoologia, anatomia e fisiologia comparata presso la R. Università di Napoli e, nel 1893-94, tenne un corso privato con effetti legali di anatomia e fisiologia comparata oltre quello di zoologia che già svolgeva dal 1892.
Nel novembre del 1894 si trasferì a Sassari, nominato professore straordinario di zoologia, anatomia e fisiologia comparate nonché direttore del relativo gabinetto presso la R. Università. Dopo un anno fu trasferito, col suo consenso e con lo stesso grado, all'Università di Cagliari poi, nel dicembre del 1897, a quella di Modena e, dal 1º gennaio del 1900 a Napoli per concorso, come ordinario di zoologia e direttore dell'annesso Museo zoologico sulla cattedra che era stata tenuta fino a poco prima dall'entomologo Achille Costa.

### L'ampliamento del Museo zoologico ed il nuovo Istituto di Zoologia
Fin dall'inizio del suo incarico, Monticelli si adoperò per potenziare il Museo zoologico, sia valorizzandone la funzione didattica e divulgativa con l'incremento della superficie espositiva e delle collezioni esposte sia, soprattutto, facendone sede di ricerca e di alta formazione sul modello della Stazione zoologica divenuta, in quegli anni, un centro internazionale di ricerche biologiche d'avanguardia.
All'inizio del 1900 l'Istituto e il Museo di zoologia consistevano unicamente in una grande sala espositiva e in sei piccoli locali, mancando completamente di laboratori. Monticelli, convinto che «un Istituto senza laboratorio serve poco ai fini della scienza» e, non potendo per allora fare altro, adattò un ampio deposito a laboratorio per gli studenti «che raccogliesse ed invitasse i giovani a studiare, a produrre, a formare, dirò, una scuola». Attrezzò con vasche, terrari e acquari un piccolo terrazzo facendone uno stabulario e fece costruire un corridoio centrale attraverso i locali preesistenti ricavando nuovi vani indipendenti per la direzione, il personale, il laboratorio di tassidermia, la biblioteca e la custodia della collezione entomologica.

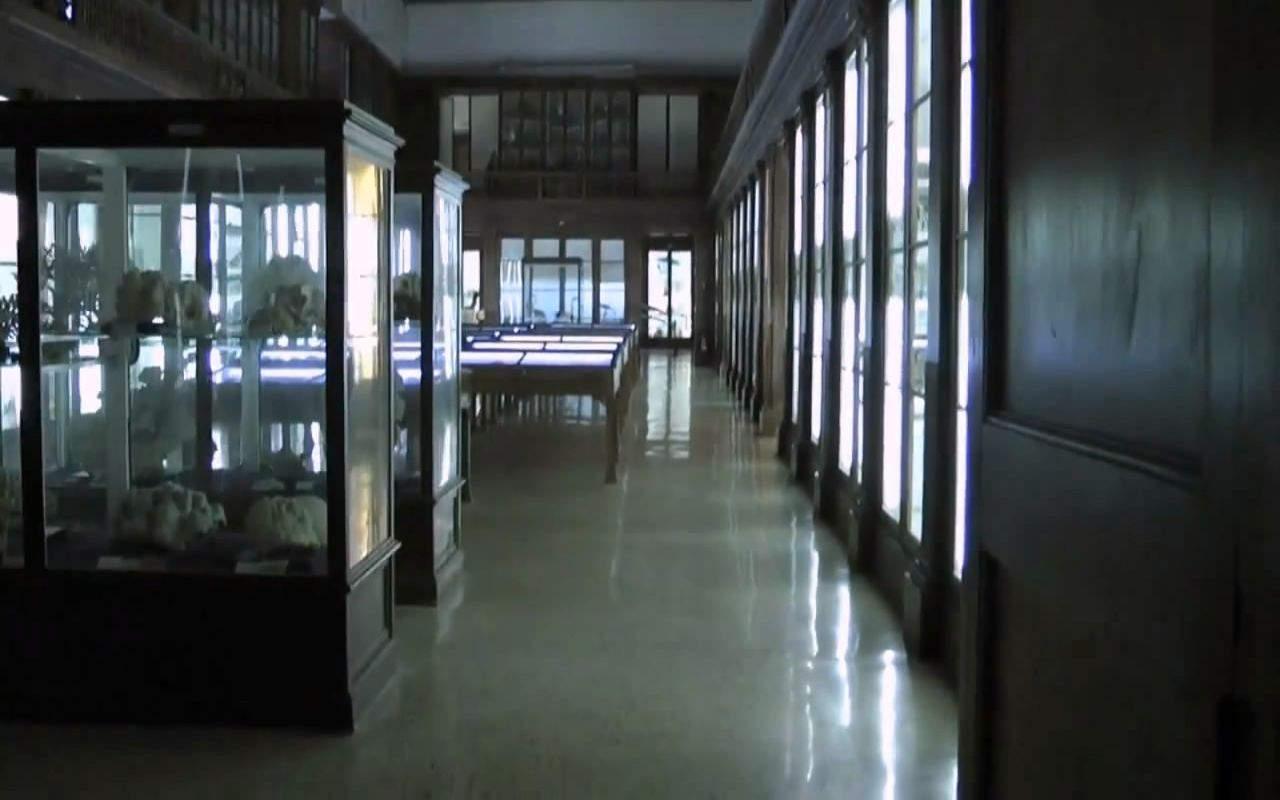
Museo Zoologico di Napoli

Successivamente, riuscì a farsi assegnare l'ex salone del Museo di Anatomia normale, che trasformò in Cattedra per le lezioni di zoologia, e ottenne un importante ampliamento dell'Istituto incorporando numerosi locali, nello stesso edificio di via Mezzocannone, che erano sedi di altre facoltà, trasferitesi altrove.
Ma tutti questi interventi, se da una parte operavano una «trasformazione rapidissima, razionale, la migliore che si potesse escogitare ed ottenere», restavano comunque adattamenti di ambienti preesistenti. Monticelli, invece, coltivava sempre l'idea di un Istituto completamente nuovo e continuava a sottoporre all'Amministrazione progetti e richieste di finanziamenti.
«Dopo continue lotte, strenuamente combattute e felicemente vinte» un suo progetto fu approvato e, nel 1910, iniziarono i lavori per la costruzione, dalle fondamenta, di una nuova ala a sud del vecchio complesso architettonico della Casa del Salvatore, da destinare al nuovo Istituto di zoologia. I lavori, interrotti e poi ripresi dopo la fine della Grande guerra, terminarono solo nel 1922 e diedero corpo a un «Istituto che si può dire uno dei primi d'Italia e senza forse di Europa».

### L'istituzione dellaCollezione Centrale Elmintologica Italiana
L'ampliamento del Museo zoologico segnò anche un incremento del numero degli esemplari e delle collezioni, riordinate ed esposte secondo il criterio sistematico e filogenetico per evidenziare il rapporto evolutivo tra i taxa secondo i principi dell'evoluzionismo Darwiniano, di cui Monticelli era un convinto sostenitore. La collezione della fauna locale, con i repertori faunistici della provincia e del golfo di Napoli, fu completata e ospitata in una sala dedicata; fu revisionata la grande collezione concologica che unita alla raccolta di molluschi in alcool, formò la Collezione Malacologica Mediterranea e fu riordinata la Collezione Entomologica, ricca allora di circa 100.000 insetti, provenienti da ogni parte del mondo, ed unica per la presenza degli olotipi delle specie fondate da Achille Costa. Probabilmente in quegli anni la collezione carcinologica si arricchì dell'esemplare di granchio gigante del Giappone, Macrocheira kaempferi (Temminck, 1836), che fu esposto in una vetrina dedicata all'ingresso del nuovo Istituto e il cui disegno stilizzato sarebbe diventato il logo del moderno Dipartimento di Zoologia.
Ma soprattutto Monticelli ottenne, nel 1912, che presso l'Istituto di zoologia fosse istituita la Collezione Centrale Elmintologica Italiana. Una raccolta di tutte le specie note di elminti parassiti dell'uomo e di altri vertebrati, che fu formata inizialmente con gli esemplari della sua ricca collezione personale, e con quelle degli elmintologi Corrado Parona e Michele Stossich. Da allora la Collezione sarebbe arrivata a contare circa duemila reperti, tra cui tutti gli olotipi descritti dai tre zoologi. Con un'apposita legge, ispirata da Monticelli e approvata dal Parlamento nel 1912, furono definite con un regolamento le sorti della Collezione, e ne fu garantita la custodia e la conservazione futura istituendo un posto di curatore a carico del bilancio del Ministero della Pubblica Istruzione.

### L'edizione della nuova serie dell'Annuario del Museo Zoologicoe dellaFauna degli Astroni
A un anno dalla sua nomina, e a trent'anni dall'ultima edizione, Monticelli volle riprendere le pubblicazioni dell'Annuario del Museo Zoologico della R. Università di Napoli e, il 24 agosto del 1901, uscì il primo fascicolo del primo volume della nuova serie con una sua breve introduzione.
Negli anni a seguire, sarebbero stati pubblicati altri sette volumi che avrebbero dato visibilità alle ricerche svolte al Museo e arricchito la biblioteca con le pubblicazioni ricevute in cambio. Ma, soprattutto, avrebbero permesso di accrescere la consistenza e la conoscenza scientifica delle collezioni del Museo: sia perché Monticelli impose che fosse obbligo per i collaboratori dell'Annuario di rilasciare per il Museo le specie tipo descritte, sia perché inviò, sistematicamente, reperti delle raccolte ai più illustri specialisti mondiali e pubblicò i risultati dei loro studi nell'Annuario.
Nel 1913 inoltre Monticelli diede avvio alla pubblicazione di una nuova collana monografica, in cui si propose di raccogliere gli studi sulla fauna del lago-stagno craterico degli Astroni nei Campi Flegrei. Per la ricerca sul campo Monticelli fece attrezzare un piccolo laboratorio sullo stagno principale, detto "Lago Grande" e ottenne la disponibilità di una motobarca per la raccolta dei campioni di fauna lacustre.

### La fondazione dell'Unione Zoologica Italiana e dell'Archivio Zoologico
Monticelli fu tra i fondatori di una delle più antiche associazioni scientifiche italiane, nata a Pavia il 22 aprile del 1900. Fece parte, infatti, di quel comitato promotore che riunì, in un primo e preliminare convegno, quarantuno docenti italiani di zoologia e di anatomia comparata che fondarono la prima associazione nazionale di zoologi, l'Unione Zoologica Italiana.
Ma Monticelli non fu solo uno dei fondatori, fu anche tra i più partecipi all'organizzazione e alla gestione operativa del nuovo sodalizio scientifico.
Svolse, pressoché ininterrottamente per oltre vent'anni, la funzione di segretario, fu delegato a rappresentare ufficialmente l'Unione in commissioni, congressi, inaugurazioni e cerimonie sia in Italia che all'estero e fu eletto presidente per tre mandati nel 1905, nel 1907 e per il triennio 1925-27.

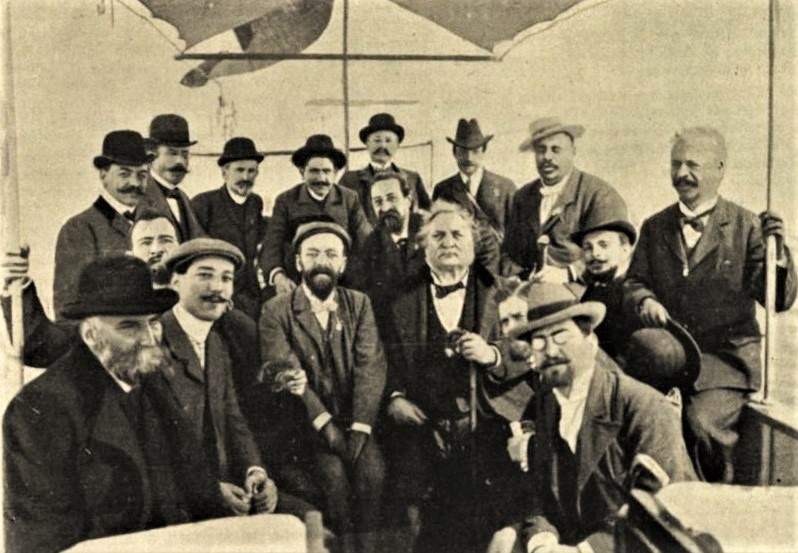
Gli zoologi che, in occasione della Seconda Assemblea ordinaria e Convegno dell'Unione Zoologica Italiana a Napoli, parteciparono il 12 aprile 1901 alla pesca pelagica e alle dragate sulla secca di Benda Palummo, a bordo del Johannes Müller vaporino della Stazione Zoologica.

A Bologna nel settembre 1900, durante la prima assemblea ordinaria dell'Unione, Monticelli propose l'edizione di un nuovo periodico scientifico nazionale, un Archivio zoologico che fosse espressione del lavoro degli zoologi italiani. Dopo che una commissione ne ebbe verificata la fattibilità, il primo fascicolo della nuova rivista fu pubblicato il 23 ottobre 1902, sotto gli auspici dell'Unione Zoologica Italiana e a cura di un Comitato di redazione di cui faceva parte Monticelli.
Grazie anche alla sua opera, l'Unione andò sempre affermandosi nei Congressi zoologici internazionali, sia per l'inclusione della lingua italiana tra le lingue ufficiali, sia per la rappresentanza accordata all'Unione in numerose Commissioni internazionali attinenti alla zoologia, delle quali ne ottenne a volte la presidenza.
Al Congresso zoologico internazionale di Graz del 1910, Monticelli ottenne che la Commissione competente si impegnasse a pubblicare un'edizione ufficiale italiana delle Regole internazionali della Nomenclatura Zoologica e propose l'istituzione di collezioni centrali parassitologiche nazionali da fondarsi a cura dei singoli stati, con scambio dei paratipi. Fu anche chiamato a far parte del Comitato provvisorio per la costituzione di una Commissione internazionale per la difesa e la protezione della fauna, della flora e dei luoghi pittoreschi di tutto il mondo e fu eletto presidente della Commissione internazionale di zoologia medica, istituita su sua proposta al Congresso.
A partire dal 1910 (circa), su iniziativa di Monticelli, il laboratorio di conservazione degli animali marini della Stazione zoologica di Napoli iniziò due nuove produzioni: i preparati anatomici, ottenuti da esemplari dissezionati con gli organi interni messi a nudo, e i preparati embriologici, come le serie di sviluppo dei pesci.
Monticelli fu anche promotore di un progetto di studio sulla fauna marina costiera del litorale italiano e della redazione di un'opera illustrativa completa della Fauna italiana. Pubblicò inoltre diversi suoi lavori sul Monitore zoologico italiano, organo ufficiale dell'Istituzione, e curò anche per i primi anni la compilazione annuale del Repertorio delle specie nuove di animali italiani, in collaborazione con Eugenio Ficalbi.

### La contrapposizione con Benedetto Croce sullostatusgiuridico della Stazione zoologica
Nell'ottobre del 1915, pochi mesi dopo la dichiarazione di guerra dell'Italia all'Austria-Ungheria, Monticelli fu nominato presidente di una commissione governativa incaricata della gestione temporanea della Stazione zoologica di Napoli che, essendo di proprietà di un cittadino tedesco, Reinhard Dohrn, era stata confiscata e messa sotto controllo nazionale.
Dopo tre anni di gestione straordinaria Monticelli ebbe l'incarico di direttore temporaneo della Stazione zoologica divenuta intanto, su proposta della stessa commissione di cui Monticelli era presidente, un Ente morale autonomo sotto la vigilanza del ministero della Pubblica Istruzione.
Il cambiamento di status giuridico, se da un lato rispondeva pienamente alle aspettative di Monticelli che aveva «speso ogni sua forza per emancipare la Stazione zoologica dalla egemonia tedesca» trovò, dall'altro, una ferma opposizione da parte di Benedetto Croce e di diversi intellettuali italiani e stranieri.
Se infatti, secondo Croce, la gestione straordinaria della Stazione zoologica durante gli anni di guerra «non comprometteva per nulla le sorti dell’Istituto e non ne snaturava l’indole» il nuovo status espropriava di fatto la famiglia Dohrn dei diritti sanciti nel contratto del 1875 tra il Comune di Napoli ed il fondatore della Stazione zoologica, che ne garantiva alla famiglia Dohrn la proprietà per novanta anni.
Il filosofo, inoltre, convinto che «non fosse bello impadronirsi di ciò che era frutto dell’ingegno altrui» e che fosse altresì sbagliato «sostituire l’organizzazione statale a ciò che è stato creato e amministrato dagli individui che vi portano il loro entusiasmo e il loro interesse», si adoperò per ripristinare il rapporto contrattuale privato tra la famiglia Dohrn e il Comune di Napoli.
Monticelli, pur riconoscendo che la logica di Croce «non faceva una grinza», continuò a battersi per l'italianità della Stazione zoologica diventando il «precipuo motore di tutta l'agitazione» fatta di una vivacissima campagna di stampa contraria alle tesi di Croci e di «innumerevoli proteste dall'Italia e dall'estero» da parte di scienziati e istituzioni scientifiche, comprese quelle napoletane.
La contrapposizione si risolse inizialmente a favore di Croce che, nominato nel 1920 Ministro della Pubblica Istruzione nel quinto ed ultimo Governo Giolitti, fece approvare un suo decreto-legge soppressivo del decreto istitutivo dell'Ente morale autonomo, riportando in vigore gli ordinamenti legali ante bellum.
La vittoria di Croce fu di breve durata. Nel novembre 1922 Benito Mussolini divenne il nuovo presidente del Consiglio e «nell'Italia fascista era impensabile che la Stazione zoologica non fosse un ente italiano» Così, nell'ottobre del 1923, venne ridefinita come ente morale, controllato dal Ministero della Pubblica Istruzione e diretta da un Consiglio di amministrazione, presieduto dal Sindaco di Napoli. Reinhard Dohrn ottenne la nomina a Consigliere delegato ed amministratore della sua ex proprietà e, nel 1924, Monticelli dovette cedergli il posto di direttore.

### La partecipazione alla Società dei Naturalisti in Napoli
Già nel 1882, ancora studente universitario, Monticelli entrò a far parte del Circolo degli Aspiranti Naturalisti, a pochi mesi dalla fondazione del sodalizio che sarebbe diventato, nel 1887, la Società dei Naturalisti in Napoli.

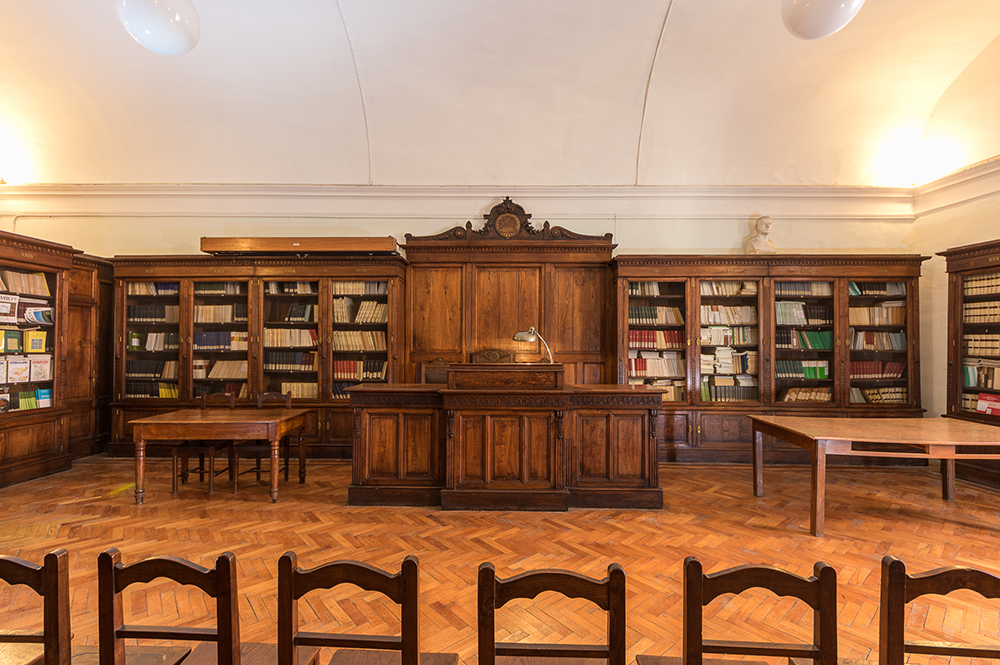
La sala riunioni nella sede storica della Società dei Naturalisti in Napoli.

Monticelli partecipò molto attivamente alla crescita del prestigio scientifico e all'organizzazione dell'associazione. Nel 1900 ne ospitò la biblioteca nell'Istituto di zoologia del quale era appena diventato direttore, ne ricoprì negli anni tutte le cariche ed incarichi sociali, l'accompagnò in tutte le sue manifestazioni culturali, sociali e scientifiche, la rappresentò, come delegato in commissioni, congressi, inaugurazioni e cerimonie e ne arricchì la biblioteca con la donazione di moltissimi volumi, tra cui le edizioni rare delle opere del suo antenato Teodoro Monticelli. Fu promotore o fautore di voti, propositivi o di protesta, nelle assemblee dei soci e pubblicò, nel Bollettino edito dalla Società, oltre cinquanta dei suoi lavori, tra memorie, note e comunicazioni verbali.
Tra i risultati più significativi dell'attività svolta da Monticelli per la Società dei Naturalisti furono nel 1910 le feste cavoliniane, ideate e organizzate da Monticelli per tributare solenni onoranze internazionali in memoria dello zoologo Filippo Cavolini, nel primo centenario della morte e, soprattutto, nel 1914 l'essere riuscito a far assegnare alla Società dei Naturalisti lo status giuridico di Ente morale.
Oltre la Società dei Naturalisti, Monticelli fece parte di diverse altre Società e Istituzioni scientifiche italiane e straniere. Fece parte del Comitato ordinatore per la costituzione della Società italiana per il progresso delle scienze di Roma, fu socio corrispondente della Società entomologica italiana, della Società italiana di scienze naturali, della Società zoologica di Londra, della Société de biologie di Parigi, del Museo nazionale di storia naturale di Francia, della Helminthological Society of Washington e della Società di Storia naturale di Lisbona e, come direttore dell'Istituto di zoologia, della Société entomologique de France. A Napoli fu socio ordinario residente dell'Accademia Pontaniana, del Reale Istituto d'Incoraggiamento di Napoli, e dell'Accademia di Scienze Fisiche e Matematiche della Società Reale.

### Onorificenze accademiche e altri riconoscimenti
Monticelli fu insignito del titolo di Cavaliere dell'Ordre national de la Légion d'honneur (nel 1924), di Ufficiale dell'istruzione pubblica francese e di Commendatore dell'Ordine della Corona d'Italia. Inoltre per onorare la sua memoria fu istituito, dalla baronessa Giuseppina Nunziante d'Afflitto, vedova di Monticelli, un premio da assegnare agli autori dei migliori lavori di biologia e morfologia animale.
In segno di stima quand'era in vita, e per renderne poi omaggio alla memoria, furono molti gli zoologi italiani e stranieri che vollero dedicargli nuovi generi e nuove specie, non solo di elminti, che portano così i nomi specifici (epiteti) di monticellus, monticelli, monticellii, monticelliana o di monticellensis.

## Attività scientifica
Il settore di studi zoologici che avrebbe avuto il più ampio spazio fra tutte le sue ricerche e per il quale Monticelli sarebbe stato riconosciuto come «il più competente specialista della sua epoca», fu sicuramente l'elmintologia. Con circa cento memorie sull'anatomo-morfologia, l'istologia e la sistematica dei Trematodi, dei Cestodi e dei cestodaria in primis, ma anche degli Acantocefali, dei Monogenea, dei Temnocefali e dei Nematodi «dette un nuovo indirizzo alla sistematica» di questi Metazoi vermiformi parassiti. Importanti furono anche i suoi contributi giovanili sui Crostacei e sui Vertebrati, Chirotteri e Anfibi (Caudati) in particolare e, successivamente, su altri svariati tipi quali i Protozoi (Rizopodi), gli Anellidi (Policheti), i Nemertini, gli Echinodermi (Oloturie), i Celenterati (Scifozoi), i Molluschi e gli Insetti (Ditteri).

### Gli esordi in zoologia sistematica e i primi lavori sui Chirotteri e sui Crostacei
Già alcuni mesi prima di laurearsi, Monticelli diede inizio alla sua produzione scientifica con una memoria sull'anatomo-morfologia di un nuovo Lichomolgus, un copepode semi parassita del mitilo mangereccio, e con due lavori in cui descrisse e determinò alcuni esemplari di chirotteri provenienti da Buia (Assab).

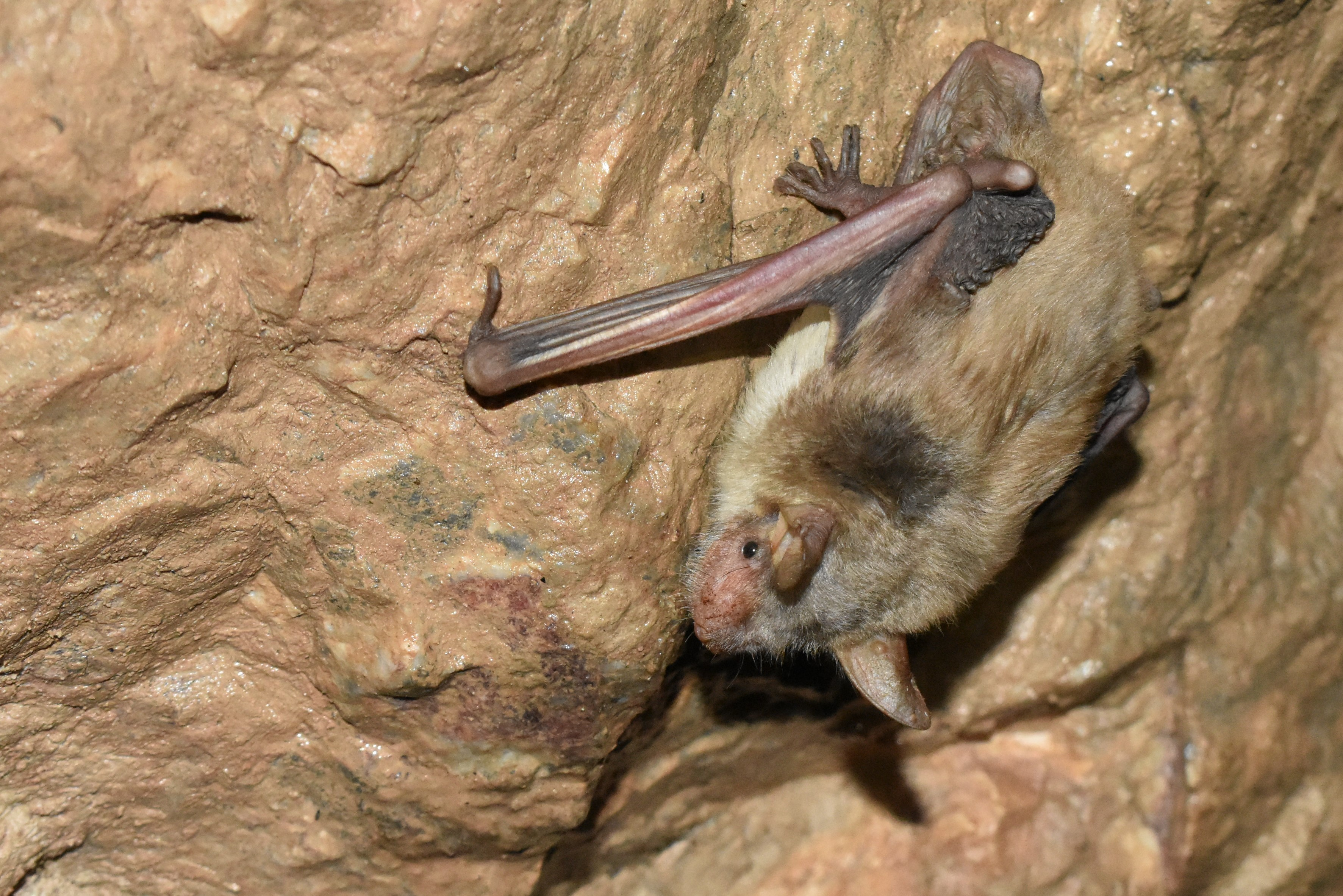
Il vespertilio di Monticelli (Vespertilio oxygnathus, sottospecie europea del Myotis blythii Tomes, 1857)

Gli studi sui Chirotteri proseguirono poi per tutto il decennio successivo con diversi lavori nei quali Monticelli approfondì le conoscenze morfologiche, embriologico-descrittive, sistematiche e faunistiche su questo ordine di Mammiferi. Ne riconobbe diciotto specie per l'Italia meridionale e ne compilò il primo elenco sistematico-dicotomico, critico illustrativo, suddiviso in sette generi e tre famiglie. Descrisse e istituì anche una nuova specie.
E si occupò ancora di Crostacei, nei primi anni del '900, in una «geniale associazione di due menti altissime» con Salvatore Lo Bianco, conservatore alla Stazione zoologica di Napoli. Con Lo Bianco, che si occupava della ricerca delle larve planctoniche e degli stadi intermedi fino alle forme adulte e Monticelli, che ne studiava l'anatomia e ne determinava la collocazione sistematica, furono pubblicati diversi lavori sulle serie di sviluppo complete di diversi generi di Peneidi del golfo di Napoli.

### Gli studi di zoologia degli Elminti
Monticelli cominciò a interessarsi agli Elminti, durante gli studi di perfezionamento alla Stazione zoologica di Napoli. Esordì in questo settore nel 1887 con una breve nota su alcuni parassiti dell'apparato digerente della sardina, e una comunicazione sugli Echinorinchi dei Cetacei, dei Teleostei e dei Rettili di cui, tra l'altro, descrisse e figurò una nuova specie.

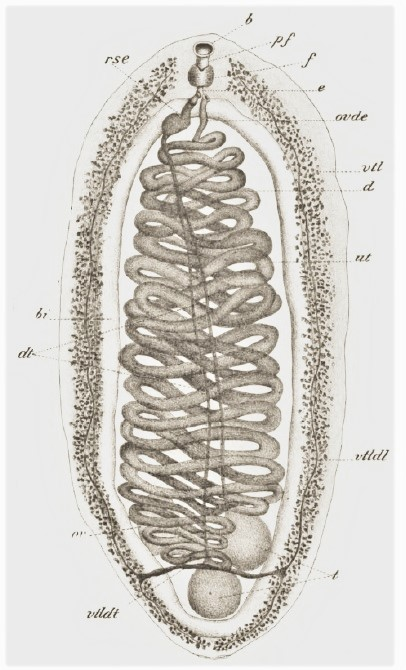
Figura d'insieme del Monostomum cymbium Diesing, 1850 accettato come Neivaia cymbium (Diesing, 1850) Dubois, 1959, Phylum Platyhelminthes, classe Trematoda (immagine tratta da Monticelli, 1892f)

Continuò a occuparsi di questo genere di vermi parassiti anche negli anni successivi, con alcune note critico-sinonimiche intorno ad alcune specie di cui tracciò, a volte, delle dettagliate descrizioni anatomiche, embriologiche e biologiche per definirne la posizione sistematica e per caratterizzare e figurare qualche nuovo genere e qualche nuova specie.
Intanto per ottenere la privata docenza in zoologia all'Università di Napoli, aveva pubblicato nel 1888 una lunga monografia sui Trematodi che sarebbe diventata una delle sue opere principali sui Platelminti e avrebbe segnato «una pietra miliare nella conoscenza di questa classe» di cui propose una nuova classificazione.
A questa monografia fecero seguito numerosi altri lavori prevalentemente anatomo-morfologici, alcuni di carattere più generale con elenchi di specie, di cui alcune nuove e note dichiarative, altri incentrati su alcuni aspetti specifici quali il nucleo vitellino, l'embriologia, la spermatogenesi o la sistematica e la faunistica.
Riesaminò le conoscenze precedenti, completandole e riordinandole, intorno ad alcuni generi, quali Apoblema, Monostomum, Notocotyle e Aspidogaster e intorno ad alcune specie note quali la Cercaria setifera Müller, 1786 e il Monostomum cymbium, revisionò inoltre la famiglia Aspidobothridae, risolse sinonimie e fondò nuovi generi e nuove specie.

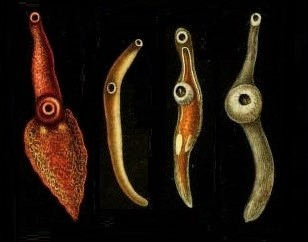
Alcune delle nuove specie di Distomum (Distomum Diesing, 1850 accettato come Distoma Retzius, 1786) istituite da Monticelli nel 1893. Da sinistra a destra: Distomum paronae Monticelli, 1893 (circa x 4), D. teretiusculum Monticelli, 1893 (circa x 5), D. bonnieri Monticelli, 1893 accettato come Derogenes bonnieri Monticelli, 1893 (circa x 15) e D. calyptrocotyle Monticelli, 1893 accettato come Odhnerium calyptocotyle (Monticelli, 1893) Yamaguti, 1934 (circa x 16) (immagine tratta da: Monticelli, 1893a)

Nel 1893, pubblicò una seconda lunga monografia sui Trematodi endoparassiti con minute osservazioni isto-anatomiche, sistematiche e di comparazione tra moltissime specie di Distomidi, stabilendo inoltre generi e specie nuove. A questa monografia fecero seguito diversi ulteriori lavori con descrizioni di forma esterna e di organizzazione interna di diverse specie di questi vermi.
Contemporaneamente agli studi sui Trematodi, Monticelli portò avanti una serie di ricerche su un altro gruppo di Platelminti, i Cestodi. I primi lavori, del 1888, ebbero per oggetto lo Scolex polymorphus Rudolphi, 1819, di cui Monticelli dimostrò l'identità con altre trentaquattro specie di scolici, fino allora ritenute differenti, e che invece lui ipotizzò fossero gli stadi di sviluppo successivi della stessa forma larvale. Ne individuò anche la corretta natura che non era quella di larva comune a tutti i Calliobothrium ma quella del solo C. filicolle Zschokke, 1888.

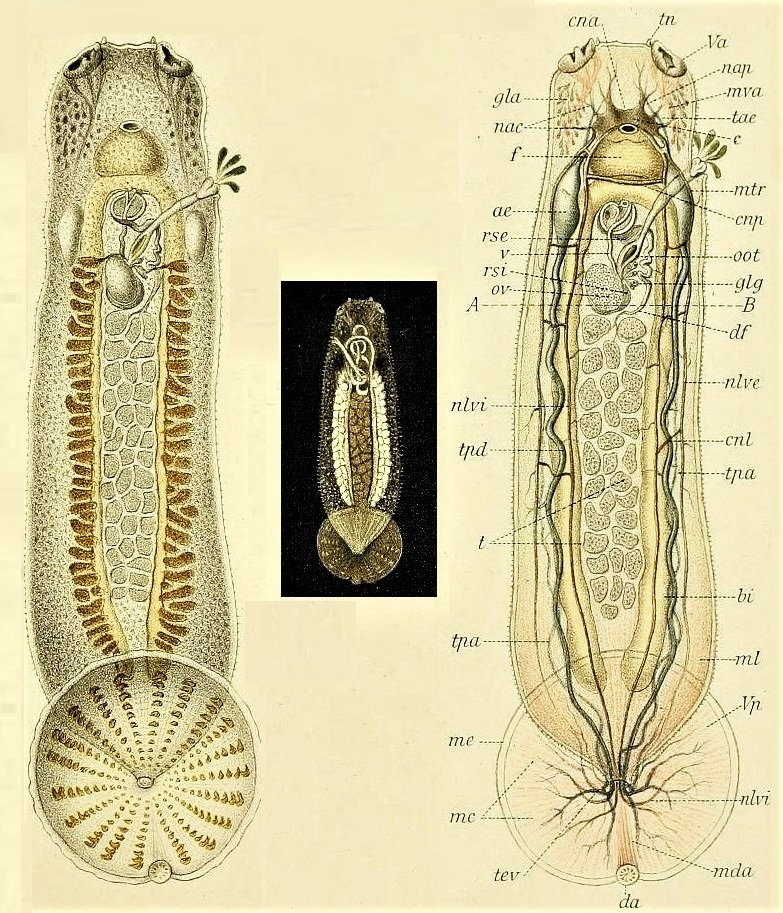
LAcanthocotyle lobianchi Monticelli, 1888 (Phylum Platyhelminthes, classe Monogenea). Da sinistra a destra: aspetto generale esterno dal lato ventrale (x 18 circa), organismo dal vivo osservato su fondo nero (x 8 circa) e organizzazione anatomica interna (x 18 circa). L'ingrandimento è quello reale dei disegni originali (immagine tratta da: Monticelli, 1899c)

Negli anni successivi proseguì nello studio dell'organizzazione anatomica, dello sviluppo embrionale e della biologia dei Cestodi. Svolse ricerche sulla subcuticola, sul sistema nervoso, sull'evoluzione dell'apparato digerente, sul ciclo biologico degli uccelli acquatici e assegnò il giusto valore al canale di Laurer che era stato oggetto di varie e contraddittorie interpretazioni. Discusse della posizione sistematica di diversi specie di Cestodi e, confrontando le specie affini, ne diede le sinonimie e ne istituì numerose nuove.
Convintosi inoltre della necessità di una diversa classificazione di alcuni fra questi generi di Platelminti (Gyrocotyle = Amphictyches, Amphilina, Caryophyllaeus e Archigetes) nel 1892 propose l'istituzione di una nuova categoria sistematica, i Cestodaria, dello stesso livello gerarchico dei Cestodi e dei Trematodi ma «che deve tenere il mezzo fra i due; essendo da entrambi ugualmente distinto e con caratteristiche dell'uno e dell'altro».
Le ricerche elmintologiche di Monticelli riguardarono anche altri gruppi di Platelminti, quali i Monogenea e i Temnocephala. I Monogenea, che erano considerati allora un sottordine di Trematodi e non ancora una classe indipendente di Platelminti, furono investigati ripetutamente da Monticelli fin dai tempi delle sue ricerche nelle collezioni elmintologiche dei Musei e degli Istituti di zoologia di Greifswald, di Berlino, di Lipsia e di Vienna dove aveva avuto modo di esaminare numerosi tipi originali.
Gli studi di Monticelli furono prevalentemente esami morfo-istologici di parti anatomiche con descrizioni della disposizione e dell'architettura di organi e di apparati, tra cui i particolari organi di tatto dei Tristomidi.

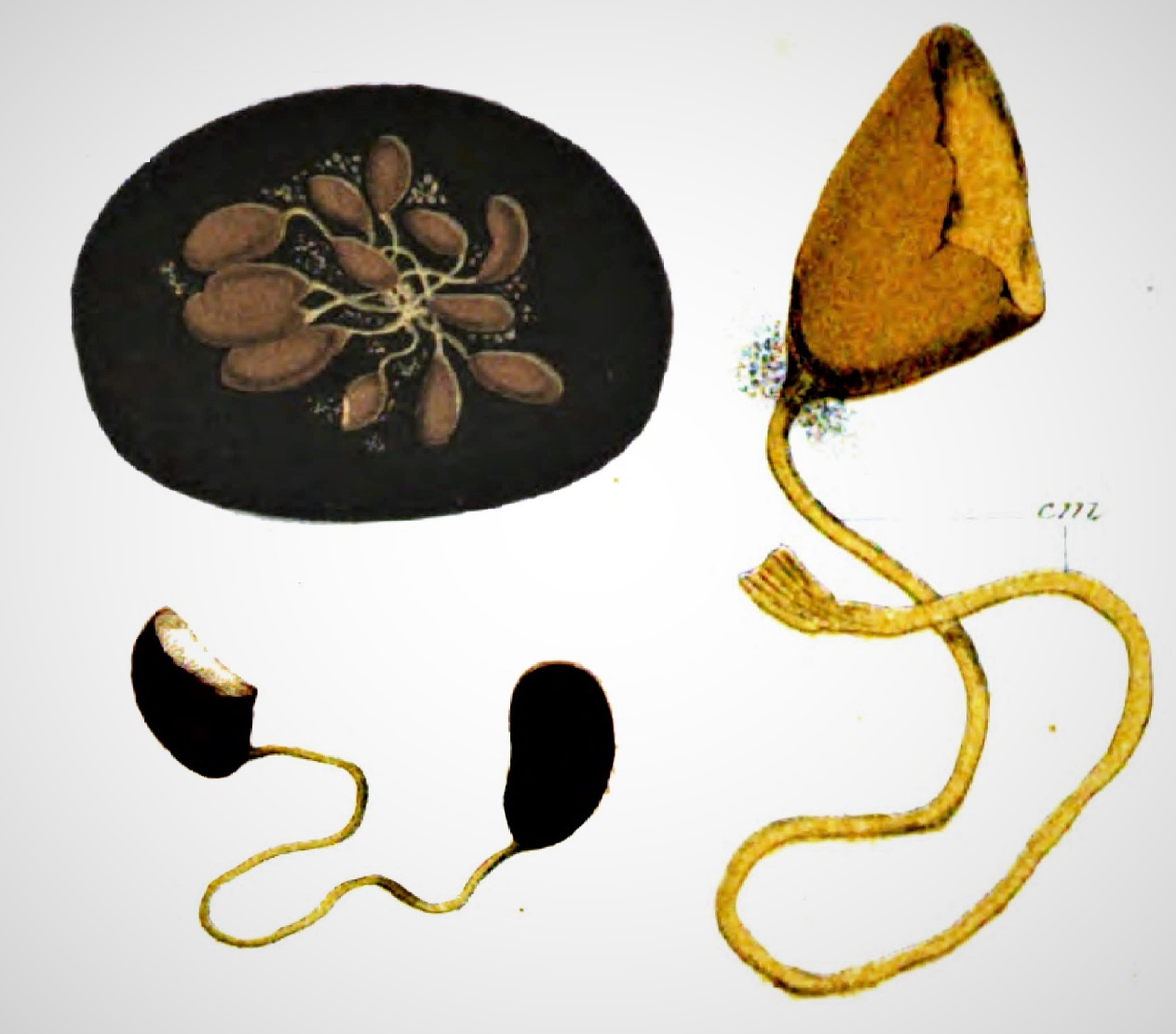
Uova di Temnocephala chilensis Blanchard, 1849. Da sinistra a destra: gruppo di uova visto con una lente; due uova riunite insieme dal cordone mucoso (cm) al medesimo ingrandimento e guscio vuoto di un uovo, molto ingrandito (sistema Leitz 1/3). Immagine tratta da Monticelli, 1889i.

Le sue diagnosi specifiche lo portarono a risolvere sinonimie, a ridescrivere e revisionare generi e specie, a fondarne di nuovi, a discutere del valore sistematico dei vari caratteri e a proporre nuove classificazioni, come nel caso del sottordine Heterocotylea.
Monticelli si occupò ripetutamente dei Temnocefali, dopo un primo lavoro sulle uova e sugli embrioni della T. chilensis Blanchard, 1849. Ne studiò prevalentemente l'anatomo-morfologia, ne ridescrisse numerose specie e ne istituì di nuove arrivando a proporre una revisione generale del genere. Modificando infatti la sua precedente opinione, Monticelli propose di considerare i Temnocefali, a cui diede il nome di Dactyloda, come forme indipendenti di Platelminti, morfologicamente diverse e gerarchicamente equivalenti agli altri gruppi dei Trematodi, dei Cestodi, dei Cestodaria, dei Rabdoceli e dei Turbellari.
Monticelli si occupò di Nematodi a partire dal suo soggiorno di studio a Berlino nel 1888, incaricato di determinare gli Elminti raccolti durante il viaggio di circumnavigazione della R. corvetta Vettor Pisani. Successivamente indagò sul ciclo biologico dell'Ichthyonema globiceps Rudolphi, 1861 e, alla ricerca di parassiti nelle Oloturie del golfo di Napoli, descrisse un Agamonema, inquilino delle Sinapte (S. digitata e S. inherens), interpretato come forma larvale di un nematode non specificato che avrebbe suo ospite definitivo un plagiostoma.

### Le ricerche su altri gruppi di Invertebrati vermiformi

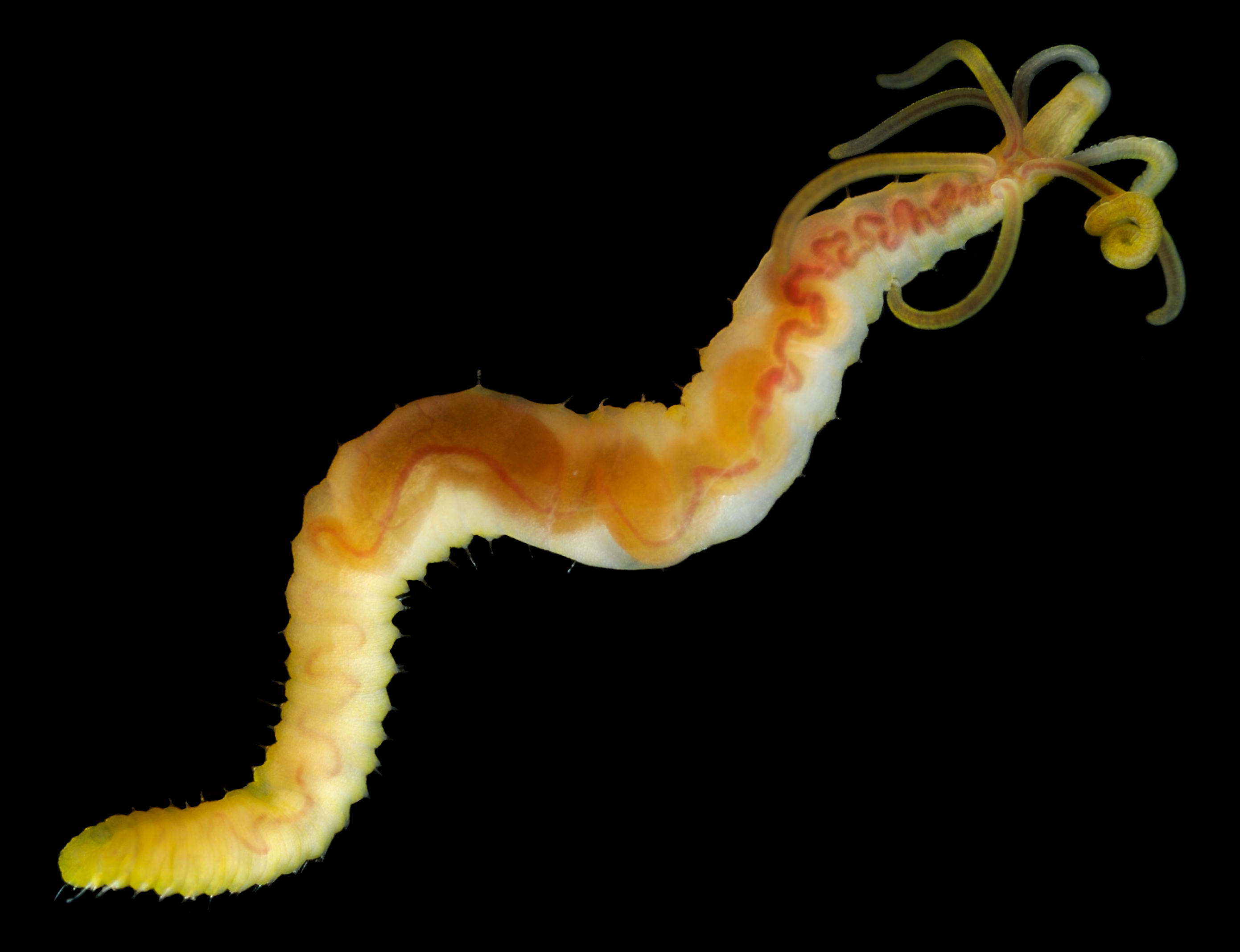
Un esemplare di Dodecaceria concharum Örsted, 1843, anellide polichete.

Durante i due anni di straordinariato in Sardegna, Monticelli fu «indotto, dalla vicinanza di Sassari al mare» a «tentare» alcune ricerche sulla fauna marina costiera di Porto Torres. Non trascurando altri gruppi, si dedicò a raccogliere specialmente gli Anellidi, in particolare i Chetopodi, facendone oggetto di studi anatomo-morfologici, embriologici e sistematici.
E di Anellidi si era occupato già dal 1892, alla Stazione zoologica, risolvendo a favore della prima ipotesi la questione sistematica della sinonimia, o della diversità specifica se non anche generica, della Parthenope serrata Schmidt, 1857 e dello Ctenodrilus pardalis Claparède, 1863.
Successivamente, scoprì la forma sessuata dello C. serratus Schmidt, 1857, ermafrodita proterandrico di cui era nota allora la sola modalità di riproduzione agamica per autotomia diacottica, e descrisse la gestazione interna delle larve da parte di grossi esemplari gestanti. Inoltre individuò e descrisse due specie nuove di Ctenodrilidi, di cui una differente anche genericamente, ed espose una revisione della famiglia illustrandone tutte le specie allora note.
Monticelli fu anche l'autore del secondo rinvenimento in Italia di un nemertino d'acqua dolce, un prostoma del fondo sabbioso nel fiume Sebeto, nuovo per la fauna italiana e da lui denominato P. sebethis.

### Le ricerche su altri gruppi animali
Da «zoologo di larga cultura» Monticelli fu «uno specialista non del tutto esclusivo» e intercalò agli studi elmintologici osservazioni e ricerche su altri gruppi o specie animali, oltre quelli già ricordati. Rientrano in questo gruppo, oltre la sua tesi di laurea sul seno cutaneo interdigitale della pecora, diversi lavori pubblicati durante gli anni di straordinariato in Sardegna. 

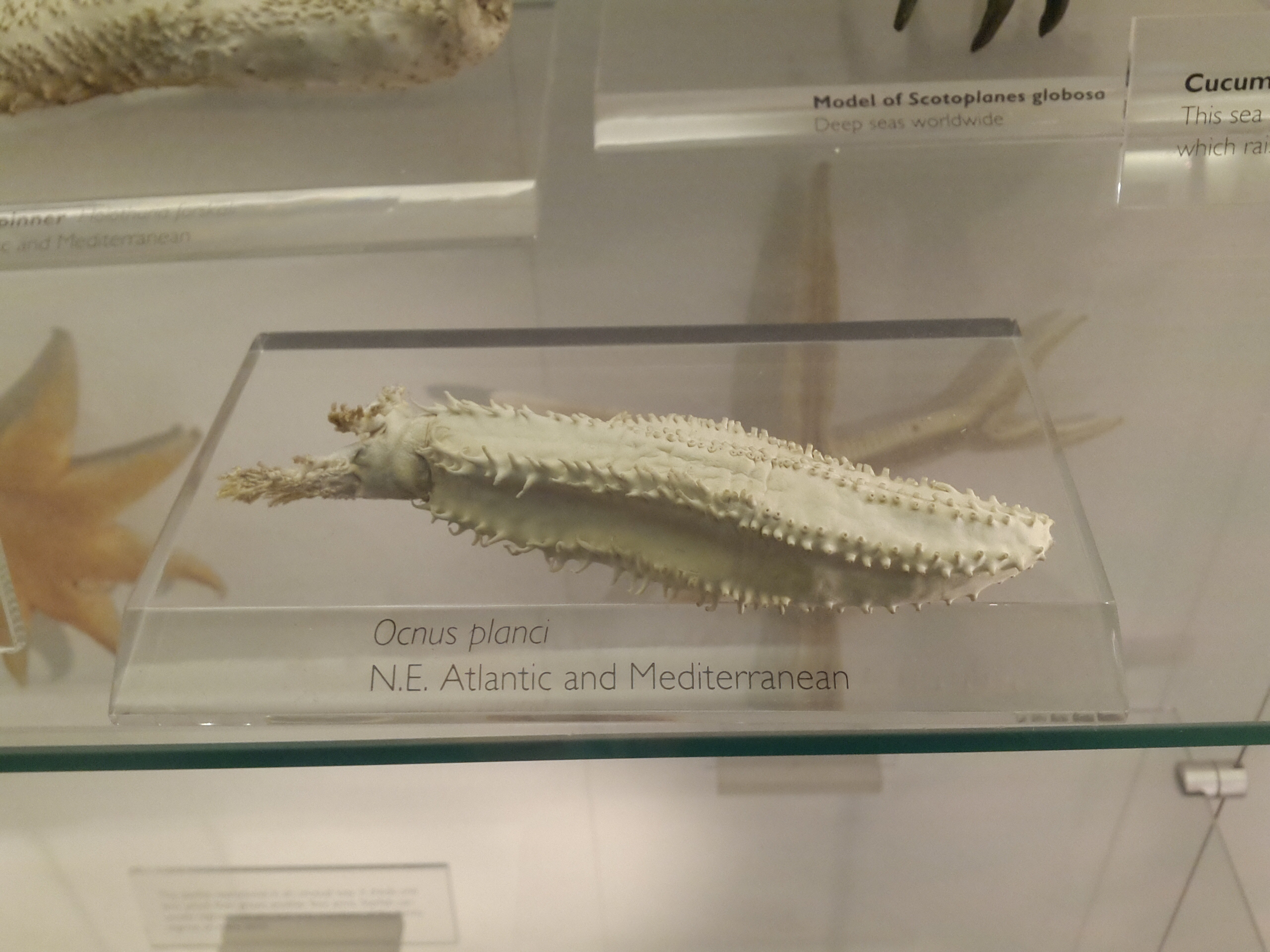
La Cucumaria planci von Marenzeller, 1893 (poi Ocnus planci Brandt, 1835).

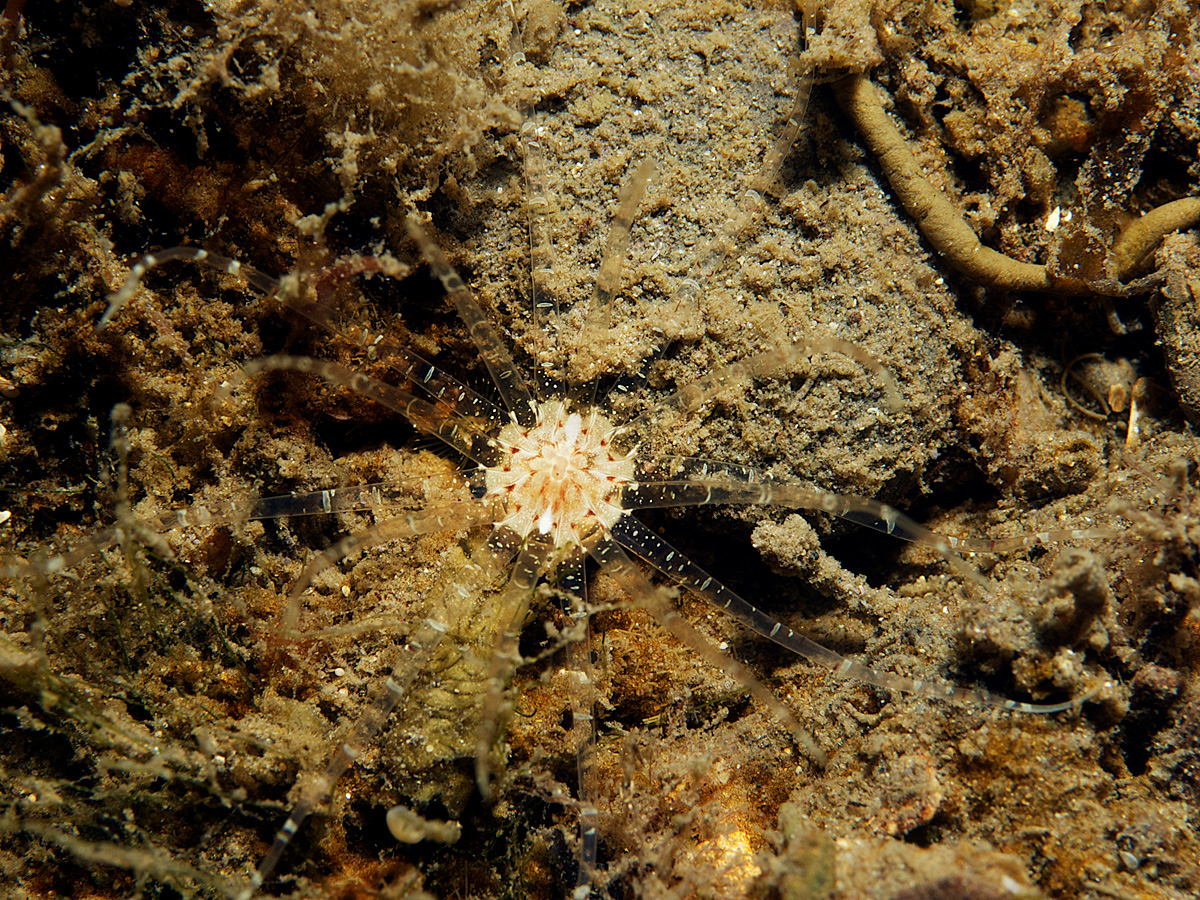
LEdwardsia claparedii Panceri, 1869.

Tra questi una memoria su una oloturia del golfo di Napoli, una nota su una medusa gemmante del golfo di Cagliari, un'altra su una larva di un anemone, parassita di uno ctenoforo e due altri ancora in cui descrisse e caratterizzò due specie nuove, un rizopode marino, diverso anche genericamente, che dedicò a Salvatore Trinchese e un dittero parassita di un chirottero proveniente da Assab.
Intanto in una nota preliminare del 1893, e in una successiva del 1897, Monticelli aveva dato notizia di due importati ritrovamenti. Si trattava di due organismi microscopici semplicissimi che, successivamente, sarebbero stati considerati dei Metazoi ancestrali. Il primo, rinvenuto a Napoli nel 1892, era costituito da solo tre foglietti cellulari, di cui quello ventrale ciliato gli permetteva di muoversi strisciando lungo i vetri degli acquari della Stazione zoologica. Affine al Trichoplax adhaerens Schulze, 1883, ma differentissimo per altri aspetti, fu considerato da Monticelli una specie nuova di un genere nuovo e denominato Treptoplax reptans. Monticelli non avanzò ipotesi sulla sua collocazione sistematica.
Il secondo fu rinvenuto nel 1895 in una medusa (la Rhizostoma pulmo Macri, 1778), incistato nel tessuto gelatinoso del cappello (come pure in quello più compatto dei tentacoli), generalmente associato in più individui in una medesima cisti. Anche questi erano organismi estremamente semplici, costituiti da due soli strati di cellule, l'ectoderma (= somatoderma) esterno e l'endoderma (= enteroderma) interno, non aderenti tra loro ma separati da un'intercapedine, il celoma. Lo strato esterno ciliato, s'introfletteva in un foro centrale, l'apertura boccale (= stomio), per continuarsi poi nello strato interno delimitando una cavità, la cavità gastrica (= enteron). Questi organismi assumevano pertanto un caratteristico aspetto di disco-ciambella, e Monticelli li denominò conseguentemente Pemmatodiscus socialis. 

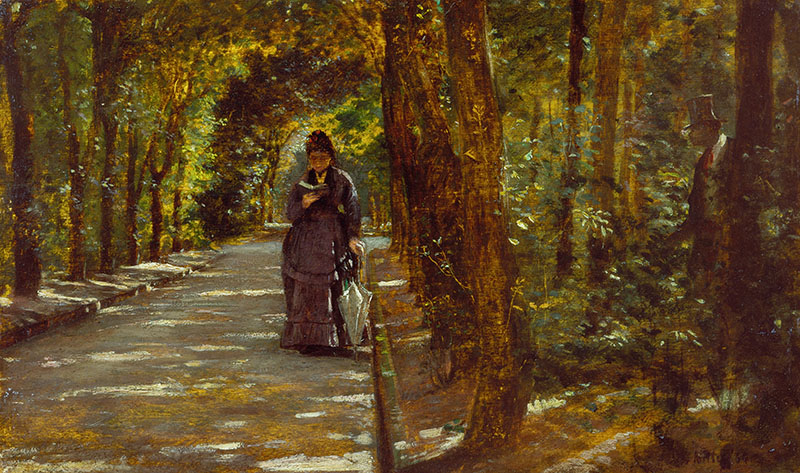
Il R. Bosco di Portici in un dipinto del 1864 di Giuseppe De Nittis.

Ernst Haeckel «ch'era entusiasta di queste forme, gl'inviò una Memoria con la dedica "Allo scovritore della Gastrula vivente». Monticelli ascrisse i due nuovi organismi ad un nuovo raggruppamento, i Mesenchimia, intermedio tra i Protozoi e i Metazoi.
Monticelli si occupò anche di Rettili riferendo, in due comunicazioni, della naturalizzazione del Gongylus ocellatus Forsskål, 1775 nell'ex R. Bosco di Portici.
E, ancora, si occupò di Cetacei ricostruendo la storia di un esemplare di Physalus antiquorum Gray, 1865 arenatosi a Ischia nel 1770 e riferendo dell'esame di una Balaenoptera acutorostrata Lacépède, 1804 catturata, sempre a Ischia, nel 1925.
Intanto nel 1902 Monticelli aveva ricevuto in dono, da Carlo Emery, una coppia di axolotl, la forma neotenica dell'Ambystoma mexicanum Shaw, 1789, un anfibio dell'ordine Caudata, e aveva deciso di avviarne l'allevamento negli stabulari dell'Istituto zoologico.
Fautore della lotta biologica contro la zanzara, vettore dell'agente eziologico della malaria, Monticelli pensò di ripetere i tentativi di Paolo Panceri, del 1868-69, di naturalizzazione degli axolotl nei laghi flegrei, verificando la possibilità di utilizzarli per il controllo della dinamica di popolazione delle larve dulciacquicole di zanzara di cui questi Anfibi, in particolare le larve, si nutrono.

Monticelli scelse, come sito per l'introduzione degli axolotl, il lago-stagno craterico degli Astroni dove già da anni conduceva con la sua scuola studi faunistici e biologici. 

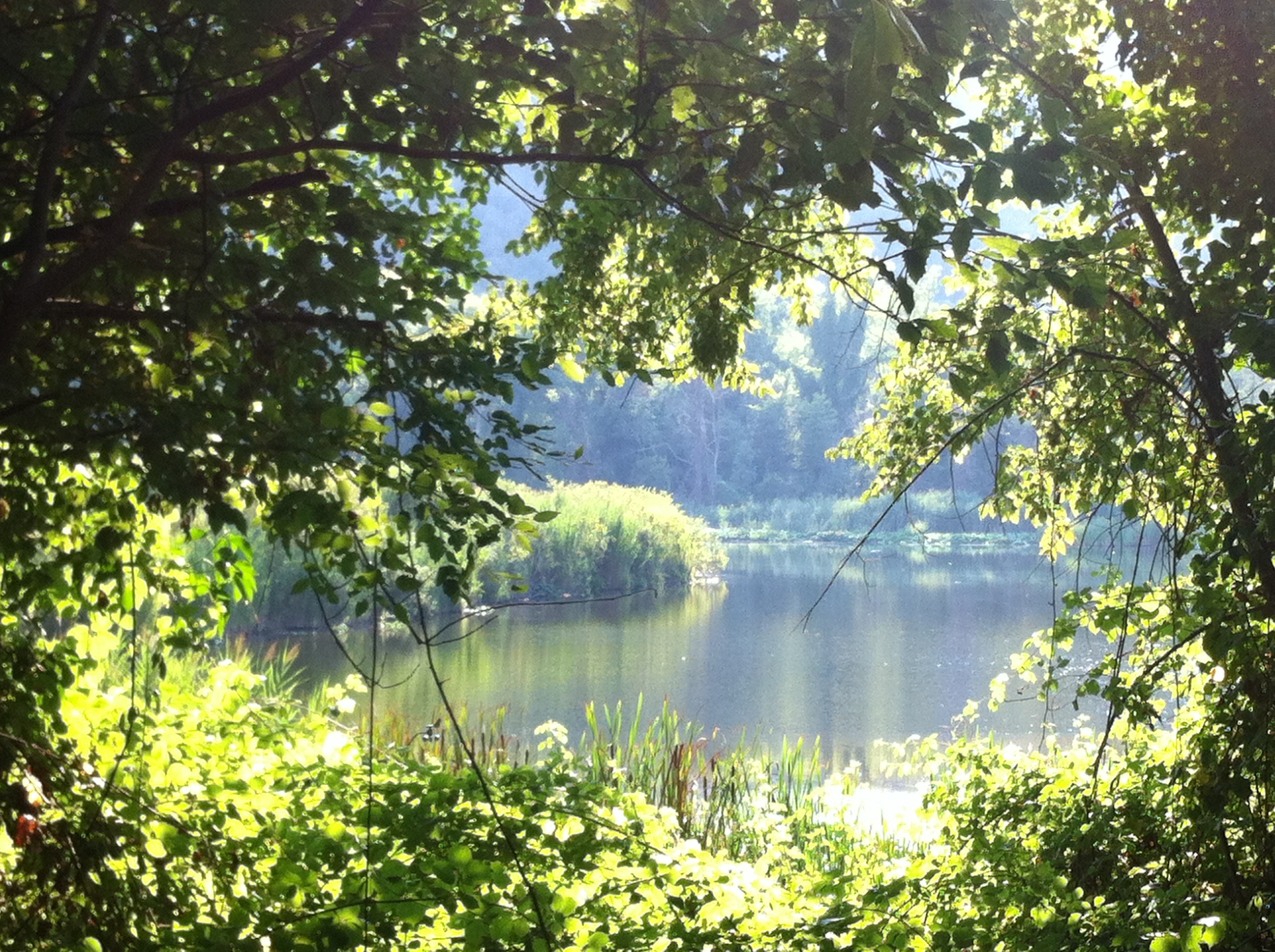
Il Lago grande sul fondo del Cratere degli Astroni

Nel maggio 1912, fu effettuato un primo rilascio di trecento larve di Axolotl, con esito negativo probabilmente a causa dei predatori. Nel giugno dell'anno successivo fu effettuato un secondo rilascio di circa un migliaio di esemplari, inclusi per protezione in una specie di nassa di ferro zincato a maglie strette. Ma anche questo tentativo di naturalizzazione non ebbe successo e la popolazione si estinse. Probabilmente la stenotermia della specie non ne aveva consentito l'acclimatazione.

## Pubblicazioni, discorsi e comunicazioni verbali

### Lavori accademici di chiropterologia (ordine Chiroptera)
- Intorno ad una forma di Taphozous (Geoff.) raccolto a Buia (Assab) dal prof. G. B. Licata, in Boll. Soc. Africana d'Italia, IV, fasc. IV, Napoli, Kraus Reprint, 1885,  pp. 118-121, tav. I.
- Descrizione di un nuovo Vespertilio italiano, in Atti Acc. O. Costa Aspir. Naturalisti, I, era III, 1885,  pp. 81-86, tav. I.
- I Chirotteri del Mezzogiorno d'Italia e Saggio di una bibliografia chirotterologica italiana a corredo del presente lavoro, in Atti Soc. lt. Sc. Nat., XXVIII, fasc. I, n. 1-6, Milano, Tip. Bernardoni di C. Rebeschini e C., 1885,  pp. 169-214, tav. III.
- Contribution to a knowledge of South-ltalian Chiroptera, in Proc. Sc. Meet. Zool. Soc. London Year 1886, London, Longmans, Green and Co., 1886,  pp. 93-96.
- Sulle glandole facciali dei Chirotteri, in Riv. Ital. Sc. Nat. e loro Applicazioni, II, fasc. 1-2, Tip. Ferrante, 1886,  pp. III-VII.
- Note chirotterologiche, in Ann. Museo Civ. St. Nat. Genova, V (II)=XXV, Genova, Tip. R. Ist. Sordo-Muti, 1887-88,  pp. 517-524, 4 fig.
- Some remarks on the genus Taphozous, in Ann. Mag. Nat. Hist., III (VI), n. 18, London, Taylor and Francis, Ltd., 1889,  pp. 487-489.
- Sui cuscinetti glandolari perianali della Eonycteris spelaea Dobson, in Atti Acc. Sc. Fis. e Mat. Soc. R. Napoli, VI (II), n. 3, Napoli, R. Tip. Acc. Sc. Fis. e Mat., 1894,  pp. 1-14, tav. I.
- Osservazioni sulla gestazione, sul parto e sugli invogli fetali di alcuni Chirotteri nostrani, in Boll. Soc. Nat. in Napoli, IX (1895), n. 2, Napoli, R. Tip. Francesco Giannini e Figli, 1896,  pp. 93-108, 2 fig.

### Lavori accademici di carcinologia (Subphylum Crustacea)
- (In collaborazione con Federico Raffaele), Descrizione di un nuovo Lichomolgus parassita del Mytilus gallo-provincialis Lk., in Atti R. Acc. Naz. Lincei Mem. Cl. Sc. Fis., Mat. e Nat., I (IV), anno CCLXXXII, n. 4, Roma, Tip. R. Acc. Lincei, 1885,  pp. 300-307, tav. I.
- (In collaborazione con Salvatore Lo Bianco), Sullo sviluppo dei Peneidi del golfo di Napoli (note riassuntive), in Monit. zooI. ital., XI, Suppl., Firenze, Soc. Tip. Fiorentina, 1900,  pp. 23-31.
- (In collaborazione con Salvatore Lo Bianco), Comunicazioni sui Peneidi del golfo di Napoli, in Monit. zooI. ital., XII, n. 7, Firenze, Soc. Tip. Fiorentina, 1901,  pp. 198-201.
- (In collaborazione con Salvatore Lo Bianco), Uova e larve di Solenocera siphonocera Phil., in Monit. zooI. ital., XII, n. 7, Firenze, Soc. Tip. Fiorentina, 1901,  pp. 205-206.
- (In collaborazione con Salvatore Lo Bianco), Sulla probabile larva di Aristeus antennatus Risso, in Monit. zooI. ital., XIII, Suppl., Firenze, Tip. L. Niccolai, 1902,  pp. 30-31.

### Lavori accademici di elmintologia

#### Acantocefali (phylum Acanthocephala)
- Osservazioni intorno ad alcune specie di Acantocefali, in Boll. Soc. Nat. in Napoli, I (I), n. 1, Stab. Tip. Ferrante, 1887,  pp. 19-29, 7 fig.
- Sui parassiti del Regalecus glesne, in Mon. zooI. ital., XI, Suppl., Firenze, Soc. Tip. Fiorentina, 1900,  pp. 36-37.
- Su di un Echinorinco della Collezione del Museo Zoologico di Napoli (Echinorhynchus rhytidodes Mont.), in Ann. Museo Zool. R. Univ. Napoli, I (n.s.), n. 25, Napoli, Tip. Melfi & Gioele, 1905,  pp. 1-13, tav. V.
- Sull'Echinorhynchus aurantiacus Risso, in Ann. Museo Zool. R. Univ. Napoli, I (n.s.), n. 30, Napoli, Tip. Melfi & Gioele, 1905,  pp. 1-3, 1 fig.
- Per una rettifica. A proposito di una proposta classificazione degli acantocefali, in Boll. Soc. Nat. in Napoli, XIX (I) (1905), Napoli, R. Tip. Francesco Giannini & Figli, 1906,  pp. 217-218.
- Sull'Echinorhynchus campilurus Nitzsch, in Boll. Soc. Nat. in Napoli, XXVII = VII (II) 1914, Napoli, Off. Cromotip. Aldina, 1915,  pp. 112-128, tav. II.

#### Platelminti (phylum Platyhelminthes)

##### Trematodi (classe Trematoda)
- Saggio di una morfologia dei Trematodi, Napoli, Stab. Tip. F.lli Ferrante, 1888,  pp. 1-131.
- Sulla Cercaria setifera, Müller, in Boll. Soc. Nat. in Napoli, II (I), n. 2, Napoli, Stab. Tip. F.lli Ferrante, 1888,  pp. 193-199.
- Di un distoma dell'Acanthias vulgaris, in Boll. Soc. Nat. in Napoli, III (I), n. 2, Napoli, Stab.Tip. Vico Tiratoio, 1889,  pp. 132-134.
- Osservazioni intorno ad alcune forme del Gen. Apoblema Dujard., in Atti R. Acc. Sc. Torino, XXVI, Torino, Carlo Clausen, 1891,  pp. 496-524, tav. I.
- Della spermatogenesi nei Trematodi, in Boll. Soc. Nat. in Napoli, V (I), n. 2, Napoli, Stab. Tip. F.lli Ferrante, 1891,  pp. 148-150.
- Ricerche sulla spermatogenesi dei Trematodi, in Internat. Monatsschrift. Anatom. Physiol., IX, n. 3, Leipzig, Richard Hahn, 1892,  pp. 112-118 e 121-149, tav. VIII-IX.
- Sul nucleo vitellino delle uova dei Trematodi, in Boll. Soc. Nat. in Napoli, VI (I), n. 1, Napoli, Stab. Tip. F.lli Ferrante, 1892,  pp. 5-8.
- Studii sui Trematodi endoparassiti. Dei Monostomum del Box salpa, in Atti R. Acc. Sc. Torino, XXVII, Torino, Tip. Carlo Clausen, 1892,  pp. 514-530, tav. I.
- Studii sui Trematodi endoparassiti. Sul genere Notocotyle Diesing, in Boll. Soc. Nat. in Napoli, VI (I), n. 1, Napoli, Stab. Tip. F.lli Ferrante, 1892,  pp. 26-46, tav. I.
- Cotylogaster michaelis n. g., n. sp. e revisione degli Aspidobothridae, in Festschrift zum Siebenzigsten Geburtstage Rudolf Leuckarts dem Verchrten Jubilar Dargebracht von Seinen, Leipzig, Dankbaren Schülern & C., 1892,  pp. 168-215, tav. XXI-XXII, 7 fig.
- Studii sui trematodi endoparassiti. Monostomum cymbium Diesing, in Mem. R. Acc. Sc. Torino, XLII (II), Torino, Tip. Carlo Clausen, 1892,  pp. 683-727, tav. I.
- Studii sui trematodi endoparassiti. Primo contributo di osservazioni sui Distomidi, in Zoologische Jahrbücher, Supplementheft III, Jena, Gustav Fischer, 1893,  pp. 230, tav. I-VIII, 3 fig.
- Di un ematozoo della Thalassochelys caretta Linn., in Internat. Monatsschrift. Anatom. Physiol., XIII, n. 4, Leipzig, Richard Hahn (H. Otto), 1896,  pp. 141-172, tav. XII-XIII.
- Sul Cotylogaster michaelis Montic. (1892), in Ann. Mus. Zool. R. Univer. Napoli, II (N.S.), n. 15, Napoli, R. Tip. Francesco Giannini & Figli, 1907,  pp. 1-6, fig. 6.
- Forma giovane di Aphanurus stossichii, in Mon. ZooI. Ital., XX, n. 2-3, Firenze, 1909,  pp. 67-68.
- Ricerche sulla Cercaria setifera Joh. Müller, in Ann. Mus. Zool. R. Univer. Napoli, IV (n.s.), n. 5, Napoli, R. Tip. Francesco Giannini e Figli, 1912,  pp. 1-49, tav. 1-5.

##### Cestodi (classe Cestoda) e Cestodaria (sottoclasse Cestodaria)
- Intorno alla Scolex polymorphus, Rud., in Boll. Soc. Nat. in Napoli, II (I), n. 1, Napoli, Stab. Tip. F.lli Ferrante, 1888,  pp. 13-16.
- Contribuzioni allo studio della fauna elmintologica del golfo di Napoli. I. Ricerche sullo Scolex polymorphus Rud., in Mitth. Zool. Station Neapel, VIII, n. 1, Berlin, R. Friedländer & Sohn, 1888,  pp. 85-152, tav. 6-7, 3 fig.
- Osservazioni intorno al Bothriocephalus microcephalus, Napoli, Tip. F.lli Ferrante, 1888.
- Gyrocotyle Diesing-Amphiptyches Grube et Wagener: nota preliminare, in Atti R. Acc. dei Lincei. Rend. Cl. Sc. Fis., Mat. e Nat., V (IV), n. 3, Roma, Tip. R. Acc. Lincei, 1889,  pp. 228-230.
- Alcune considerazioni biologiche sul genere Gyrocotyle, in Atti Soc. It. Sc. Nat., XXXII, 4, fogli 19-25, Milano, Tip. Bernardoni di C. Rebeschini e C., 1889,  pp. 327-329.
- Sul sistema nervoso dell'Amphìptyches urna Grube et Wagener, in Zool. Anz., XII, n. 302, Leipzig, Wilhelm Engelmann, 1889,  pp. 142-144.
- Di una forma teratologica di Bothriocephalus microcephalus Rud., in Boll. Soc. Nat. in Napoli, IV (I), n. 2, Napoli, Stab. Tip. Vico Tiratoio, 1890,  pp. 128-130, 2 fig.
- Un mot de réponse a M. Lönnberg, in Bull. Sc. France et Belgique, XXIII, Paris, Octave Doin, 1891,  pp. 355-357.
- Notizie su di alcune specie di Taenia, in Boll. Soc. Nat. in Napoli, V (I), n. 2, Napoli, Stab. Tip. F.lli Ferrante, 1891,  pp. 151-174, tav. VIII. fig. 8-13.
- (in collaborazione con Cesare Crety), Ricerche intorno alla sottofamiglia Solenophorinae Montic. Crety, in Mem. R. Acc. Sc. Torino, XLI (II), Torino, Carlo Clausen, 1891,  pp. 381-402.
- Sul genere Bothrimonus, Duvernoy e proposte per una classificazione dei Cestodi, in Monit. zool. it., III, n. 5, Firenze, Tip. S. Bernardino, 1892,  pp. 100-108.
- Nota intorno a due forme di Cestodi, in Boll. Musei Zool. e Anat. Comp. R. Univer. Torino, VII, n. 127, Torino, Tip. Carlo Guadagnini, 1892,  pp. 1-9, tav. I.
- Sulla cosiddetta subcuticola dei Cestodi, in Rend. Acc. Sc. Fis. e Mat. Soc. R. Napoli, XXXI, n. 7-12, Napoli, Tip. R. Acc. Sc. Fis. e Mat., 1892,  pp. 158-166.
- Appunti sui Cestodaria, in Atti Acc. Sc. Fis. e Mat. Soc. R. Napoli, V (II), n. 6, Napoli, Tip. R. Acc. Sc. Fis. e Mat., 1893,  pp. 1-11.
- Sul Tetrabothrium Gerrardii Baird (PDF), in Atti Soc. Nat. Matem. Modena, I (IV), 1899, Modena, Tip. G. T. Vincenzi e nipoti, 1900,  pp. 9-26, tav. I.
- Sul ciclo biologico dei Cestodi degli Uccelli acquatici, in Boll. Soc. Nat. in Napoli, XXIV=IV (II), Napoli, R. Tip. Francesco Giannini e Figli, 1910,  pp. 366-367.

##### Monogenei (classe Monogenea)
- Ancyrocephalus paradoxus Creplin e revisione del genere Tetraonchus Diesing, in Boll. Soc. Nat. in Napoli, III (I), n. 2, Napoli, Stab.Tip. Vico Tiratoio, 1889,  pp. 113-116.
- Tristomum uncinatum, n. sp., in Boll. Soc. Nat. in Napoli, III (I), n. 2, Napoli, Stab.Tip. Vico Tiratoio, 1889,  pp. 117-119, tav. I.
- Di alcuni organi di tatto dei Tristomodi. Contributo allo studio dei Trematodi monogenici. Parte I, in Boll. Soc. Nat. in Napoli, V (I), n. 2, Napoli, Stab. Tip. F.lli Ferrante, 1891,  pp. 99-134, tav. V-VI-VIII.
- Di una nuova specie del genere Plectanocotyle [collegamento interrotto], in Atti R. Acc. Sc. Torino, XXXIV, n. 15, Torino, Carlo Clausen, 1899,  pp. 1045-1053, tav. I. fig. 1-12.
- Il genere Acanthocotyle, in Archives de parasitologie, II, n. 1, Paris, Georges Carré et C. Naud, 1899,  pp. 75-120, tav. I-III, 1 fig.
- A proposito di una nuova specie del genere Epibdella, in Boll. Soc. Nat in Napoli, XV (I) 1901, Napoli, R. Tip. Francesco Giannini e Figli, 1902,  pp. 137-145, 4 fig.
- (In collaborazione con Corrado Parona), Sui generi Placunella e Trechopus, in Monit. zooI. ital., XIII, Suppl., Firenze, Tip. L. Niccolai, 1902,  pp. 46-48.
- (In collaborazione con Corrado Parona), Sul genere Ancyrocotyle, n. g., in Archives de parasitologie, VII, n. 1, Paris, F. R. De Rudeval, 1903,  pp. 117-121, tav. III.
- Per una nuova classificazione degli Heterocotylea, in Rend. IV Convegno Unione Zool. Ital. (Rimini, 12-16 Settembre 1903). Mon. zool. ital., XIV, n. 12, Firenze, 1903,  pp. 334-336.
- Il genere Lintonia Montic., in Arch. zool. it., II, n. 1, Napoli, R. Tip. Francesco Giannini e Figli, 1904,  pp. 117-124, tav. VII. fig. 1-7.
- Osservazioni intorno ad alcune specie di Heterocotylea, in Boll. Soc. Nat. in Napoli, XVIII (I) 1904, Napoli, 1905,  pp. 65-80, 5 fig.
- Il genere Encotyllabe Diesing, in Ann. Mus. Zool. R. Univer. Napoli, II (n.s.), n. 20, Napoli, R. Tip. Francesco Giannini e Figli, 1907,  pp. 1-13, tav. 10.
- Il genere Nitzschia Von Baer, in Ann. Mus. Zool. R. Univer. Napoli, II (n.s.), n. 27, Napoli, R. Tip. Francesco Giannini e Figli, 1908,  pp. 1-19, tav. 14, 5 fig.
- Identificazione di una n. sp. del genere Encotyllabe (lintonii Montic.), in Boll. Soc. Nat. in Napoli, XXII=II (II) 1908, Napoli, R. Tip. Francesco Giannini e Figli, 1909,  pp. 86-88, fig. 1-3.
- Calinella craneola n. g. n. sp. Trematode nouveau de la femille des Udonellidae provenant des Campagnes de S. A. S. le Prince de Monaco, in Ann. Inst. Oceanogr., I, n. 4, Paris, Masson & C.ie, 1910,  pp. 1-12.[157]
- Nuove osservazioni sulla Vallisia striata Perugia-Parona, in Ann. Mus. Zool. R. Univer. Napoli, III (n.s.), n. 23, Napoli, R. Tip. Francesco Giannini e Figli, 1912,  pp. 1-17, tav. 3-4, 1 fig.

##### Temnocefale (genereTemnocephala, subphylum Rhabditophora)
- Breve nota sulle uova e sugli embrioni della Temnocephala chilensis, Bl., in Atti Soc. It. Sc. Nat., XXXII, 2-3, fogli 7-18, Milano, Tip. Bernardoni di C. Rebeschini e C., 1889,  pp. 125-132, tav. V.
- Di una specie del genere Temnocephala Blanch. Ectoparassita dei Cheloniani, Napoli, Tip. F.lli Ferrante, 1889,  pp. 1-4.
- Sulla Temnocephala brevicornis Montic. (1889) e sulle Temnocefale in generale, in Boll. Soc. Nat. in Napoli, XII (I) 1898, Napoli, R. Tip. Francesco Giannini e Figli, 1899,  pp. 72-127, tav. III-IV.
- Temnocephala digitata, in Boll. Soc. Nat. in Napoli, XVI (I) 1902, Napoli, R. Tip. Francesco Giannini e Figli, 1903,  p. 309.
- Viaggio del Dr. A. Borelli nel Matto Grosso VIII. Temnocephala microdactyla n. sp., in Boll. Musei Zool. Anat. Comp., XVIII, n. 439, Torino, 1903,  pp. 1-3.
- Il gruppo delle Temnocefale, in Comp. Rendu Séances VI Congrès Intern. Zool. 1904 Berne, Genève, W. Künding & Fils, 1905,  pp. 402-403.
- Di una Tenmocephala della Sesarma gracilipes raccolta nella Nuova Guinea dal Sig. L. Birò (PDF), in Ann. Hist.-nat. Mus. Nat. Hung., III (I), n. 1, Budapest, G. Horváth, 1905,  pp. 21-24, 2 fig.
- Brevi comunicazioni sulle Tenmocefale, in Boll. Soc. Nat. in Napoli, XXVI=VI (II) 1913, Napoli, R. Tip. Francesco Giannini e Figli, 1914,  pp. 7-8, 2 fig.
- Di alcune pretese forme del gruppo delle Temnocefale e nota critica sull'Ordine dei Dactyloda, in Rend. Acc. Sc. Fis. e Mat. Soc. R. Napoli, XX (3), Napoli, Tip. R. Acc. Sc Fis. e Mat., 1914,  pp. 285-293.

#### Nematodi (Phylum Nematoda)
- Notizia preliminare intorno ad alcuni inquilini degli Holothurioidea del golfo di Napoli, in Monit. zool. it., III, n. 12, Firenze, Tip. S. Bernardino, 1892,  pp. 248-256.
- Sul ciclo biologico dell'Ichthyonema globiceps Rudolphi, in Comp. Rendu Séances VI Congrès Intern. Zool. 1904 Berne, Genève, W. Künding & Fils, 1904,  pp. 400-401.

### Lavori accademici vari di elmintologia e parassitologia
- Note elmintologiche. I. Sul nutrimento e sui parassiti della Sardina Cuplea pilchardus C. V. del golfo di Napoli, in Boll. Soc. Nat. in Napoli, I (I), n. 2, Napoli, Stab. Tip. F.lli Ferrante, 1887,  pp. 85-88.
- Elenco degli elminti raccolti dal Cap. G. Chierchia durante il viaggio di circumnavigazione della corvetta "Vettor Pisani", in Boll. Soc. Nat. un Napoli, III (I), n. 1, Napoli, Stab.Tip. Vico Tiratoio, 1889,  pp. 67-71.
- Notes on some Entozoa in the Collection of the British Museum, in Proc. Sc. Meet. Zool. Soc. London for the Year 1889, London, Longmans, Green & Co, 1889,  pp. 321-325, tav. 1.
- Elenco degli elminti studiati a Wimereux nella primavera del 1889 dal Dott. Fr. Sav. Monticelli, in Bull. Sc. France et Belgique, XXII, Paris, Octave Doin, 1890,  pp. 417-444, tav. XXII.
- Note elmintologiche. II, in Boll. Soc. Nat. in Napoli, IV (I), n. 2, Napoli, Stab. Tip. Vico Tiratoio, 1890,  pp. 189-208, tav. VIII, 5 fig.
- Studi di biologia generale. Il parassitismo animale, in Riv. Filos. Scient., IX, Genova, F.lli Dumolard, 1890,  pp. 291-303.
- Intorno ad alcuni Elminti della collezione del Museo Zoologico della R. Università di Palermo, in Il Naturalista siciliano, XII, n. 7-8, Palermo, Stab. Tip. Virzì, 1893,  pp. 167-180 e  Continuazione e fine, n. 9,  pp. 208-216.
- Si mangiano le Ligule in Italia?, in Boll. Soc. Nat. in Napoli, VIII (I), Napoli, R. Tip. Francesco Giannini e Figli, 1895,  pp. 39-42.
- Ancora delle Ligule che si mangiano in Italia, in Boll. Soc. Nat. in Napoli, VIII (I), Napoli, R. Tip. Francesco Giannini e Figli, 1895,  pp. 110-111.
- A proposito dell'Haplodiscus ussowii Sabussow (PDF), in Atti Soc. Nat. Matem. Modena, I (IV), Modena, G. T. Vincenzi e Nipoti, 1899,  pp. 27-38, tav. II.

### Anellidi (phylum Annelida)
- Sullo Ctenodrilus serratus O. Schmidt, in Boll. Soc. Nat. in Napoli, VII (I), n. 1, Napoli, Stab. Tip. F.lli Ferrante, 1893,  pp. 39-44.
- Sulla Fauna di Porto Torres (Sardegna), in Boll. Soc. Nat. in Napoli, IX (I) 1895, n. 2, Napoli, R. Tip. Francesco Giannini & F.lli, 1896,  pp. 83-92.
- Contribuzioni allo studio degli Anellidi di Porto Torres (Sardegna). I. Osservazioni sui Polyophthalmus di Porto Torres (Sardegna), in Boll. Soc. Nat. in Napoli, X (I) 1896, Napoli, 1897,  pp. 35-50, tav. I.
- Sessualità e gestazione nello Ctenodrilus serratus O. Schm. (PDF), in Società Italiana di Scienze Naturali. Atti Congr. Natur. Ital. Milano 1906, Milano, Tip. Degli operai, 1907,  pp. 524-526.
- Sexualité et gestation chez les Ctenodrilides, in C. R. Ass. Franç. Avanc. Sc., Sess. 36, Part. 1, Paris, 1907,  p. 249.
- Di un nuovo Ctenodrilide del golfo di Napoli (Raphidrilus menasoma n. g., n. sp.), in Rend. Acc. Sc. Fis. e Mat. Soc. R. Napoli, XVI (III), Napoli, Tip. R. Acc. Sc Fis. e Mat., 1910,  pp. 61-64.
- Raphidrilus nemasoma Montic. Nuovo ctenodrilide del golfo di Napoli, in Arch. zool. ital., IV, n. 4, Napoli, R. Tip. Francesco Giannini e Figli, 1910,  pp. 401-436, tav. 12-13, fig. I.
- A proposito di un articolo del Sig. Ivan Sokolow su di nuovo ctenodrilide, in Zool. Anz., XXXIX, n. 1, Leipzig, Wilhelm Engelmann, 1912,  pp. 7-8.
- Di un curioso caso di inquilinismo di un Oligochete nell'Ammocoetes di Petromyzon planeri, in Boll. Soc. Nat. in Napoli, XXIX (2), Napoli, Officina Cromotip. Aldina, 1916,  pp. 59-61, 3 fig.
- Di un caso di parassitismo accidentale di Limnatis nilotica Savigny nell'Uomo, in Boll. Soc. Nat. in Napoli, XXX, Napoli, Officina Cromotip. Aldina, 1917,  pp. 124-129, 1 fig.

### Nemertini (phylum Nemertea)
- Notizia preliminare del rinvenimento di un Nemertino (Prostoma sebethis n. sp.) nelle acque del Sebeto, in Rend. Acc. Sc. Fis. e Mat. Soc. R. Napoli, XVI (III), n. 1-2, Napoli, Tip. R. Acc. Sc Fis. e Mat., 1910,  p. 33.
- Sul Gordio piccino di Delle Chiaie. Nota critica, in Ann. Mus. Zool. R. Univ. Napoli, III (n.s.), n. 13, Napoli, R. Tip. Francesco Giannini & Figli, 1910,  pp. 1-3.
- Su i Nemertini d'acqua dolce in Italia. Comunicazione verbale, in Boll. Soc. Nat. in Napoli, XXIV=IV (II) 1910, Napoli, R. Tip. Francesco Giannini e Figli, 1911,  pp. 367-368.
- Descrizione del Prostoma sebethis Montic., in Arch. Zool. Ital., VIII, Napoli, R. Tip. Francesco Giannini e Figli, 1916,  pp. 401-423, tav. 16.

### Lavori accademici vari di zoologia
- Ricerche intorno al seno cutaneo interdigitale della pecora (Ovis Aries, Lin.), in Atti Acc. Sc. Fis. e Mat. Soc. R. Napoli, II (II), appendice, n. 1, Napoli, 1888,  pp. 1-52, tav. I-III.
- Treptoplax reptans n. g. n. sp., Nota preliminare, in Atti R. Acc. Lincei, Rend. Cl. Sc. Fis, Mat. e Nat., II (V), n. 2, Roma, Tip. R. Acc. Sc. Fis. e Mat., 1893,  pp. 39-40.
- Sulla autotomia della Cucumaria planci (Br.) v. Marenz. (PDF), in Atti R. Acc. Lincei, Rend. Cl. Sc. Fis., Mat. e Nat., V (V), n. 2, Roma, 1896,  pp. 231-239, 3 fig.
- Adelotacta zoologica (PDF), in Mitth. Zool. Station zu Neapal, XXII, Leipzig, Wilhelm Engelmann, 1897,  pp. 432-462, tav. 19-20.
- Dictiomyxa trinchesii n. g. n. sp. di Rizopode marino, in Boll. Soc. Nat. in Napoli, XI (I), Napoli, R. Tip. Francesco Giannini e Figli, 1897,  pp. 67-74, tav. I.
- A proposito di una Medusa del golfo di Cagliari, in Atti R. Acc. Sc. Torino, XXXII, Torino, Carlo Clausen, 1896-97,  pp. 888-896.
- Di un'altra specie del genere Ascodipteron parassita del Rhinolphus clivosus Rup., in Ricerche Lab. Anat. normale R. Università Roma, V, n. 4, Roma, Soc. Ed. Dante Alighieri, 1898,  pp. 201-230, tav. IX.
- Sulla larva di Edwardsia claparedii Panceri, in Mitt. Zool. Station Neapel, XIII, n. 1-2, Berlin, Friedländer & Sohn, 1899,  pp. 325-340, tav. 11.
- Sulla presenza del Gongylus ocellatus Wagl. nell'ex R. Bosco di Portici. Comunicazione verbale, in Boll. Soc. Nat. in Napoli, XVI (I) 1902, Napoli, R. Tip. Francesco Giannini e Figli, 1903,  p. 305.
- Per la storia di un Cetaceo arenato sulle coste di Ischia nel 1770, in Ann. Museo Zool. R. Univer. Napoli, II (n.s.), n. 13, Napoli, R. Tip. Francesco Giannini e Figli, 1906,  pp. 1-4.
- Repertorio di specie nuove di animali italiani descritte in pubblicazioni estere nell'anno 1905, in Monit. zool. It., XIX, n. 8, Firenze, Tip. S. Bernardino, 1908,  pp. 211-216.
- (In collaborazione con Eugenio Ficalbi), Repertorio di specie nuove di animali trovate in Italia e descritte in pubblicazioni italiane e forestiere nell'anno 1906, in Monit. zool. It., XIX, n. 12, Firenze, Tip. S. Bernardino, 1908,  pp. 306-316.
- (In collaborazione con Eugenio Ficalbi), Repertorio di specie nuove di animali trovate in Italia e descritte in pubblicazioni italiane e forestiere nell'anno 1907, in Monit. zool. It., XXI, n. 3, Firenze, Tip. S. Bernardino, 1910,  pp. 62-76.
- La fauna del lago-stagno craterico degli Astroni, in Monit. zool. it., XXI, n. 11-12, Firenze, 1910,  pp. 307-309.
- (In collaborazione con Eugenio Ficalbi e Daniele Rosa), Regole per la Nomenclatura Zoologica Italiana proposte dalla Commissione nominata dalla Unione Zoologica Italiana nell'Assemblea di Bormio del 1908 ed approvate dall'Assemblea di Pisa del 1912, in Monit. zool. it. (Appendice al Rendiconto del Convegno di Pisa), XXIII, n. 9-10, Firenze, Tip. L. Niccolai, 1912,  pp. 263-268.
- Notizie intorno agli Axolotl dell'Istituto Zoologico della R. Università di Napoli, in Rend. Acc. Sc. Fis. e Mat. Soc. R. Napoli, XIX, Napoli, Tip. R. Acc. Sc Fis. e Mat., 1913,  pp. 173-184.
- Regole Internazionali della Nomenclatura Zoologica, in Monit. zool. it., XXV, n. 11-12, Firenze, Tip. L, Niccolai, 1913,  pp. 238-266.
- Per una possibile naturalizzazione di Axolotl nelle nostre acque dolci. Comunicazione verbale, in Boll. Soc. Nat. in Napoli, XXVI=VI (II) 1913, Napoli, R. Tip. Francesco Giannini e Figli, 1914,  pp. 13-15.
- Ancora sul Gongylus ocellatus Wagl. nell'ex R. Bosco di Portici, in Boll. Soc. Nat. in Napoli, XXVI=VI (II) 1913, Napoli, R. Tip. Francesco Giannini e Figli, 1914,  pp. 17-19.
- Di una cattura di Erysmatura leucocephala Scop. nel napoletano. Comunicazione verbale, in Boll. Soc. Nat. in Napoli, XXVI=VI (II), Napoli, R. Tip. Francesco Giannini e Figli, 1914,  p. 24.
- Fauna degli Astroni. Notizie proemiche sul Cratere degli Astroni nella Campania, in Ann. Museo Zool. R. Univer. Napoli, Suppl., n. 1, Napoli, R. Tip. Francesco Giannini e Figli, 1914,  pp. 18-31.
- La Macroglossa ed i fiori delle tappezzerie delle mura, in Boll. Soc. Nat. in Napoli, XXVII=VII (II) 1914, Napoli, Officina Cromotip. Aldina, 1915,  pp. 10-11.
- (In collaborazione con Hizedo Simotomai-Tanakadate), Di una mofeta nel cratere degli Astroni e della fauna che vi si rinvenne (PDF), in Rend. Acc. Sc. Fis. e Mat. Soc. R. Napoli, XVI (2), n. 15, Napoli, Tip. R. Acc. Sc Fis. e Mat., 1916,  pp. 1-7, tav. 1, 1 fig.
- Nuove notizie intorno agli Axolotl dell'Istituto Zoologico di Napoli, in Rend. Acc. Sc. Fis. e Mat. Soc. R. Napoli, XXIII (2), Napoli, Tip. R. Acc. Sc Fis. e Mat., 1917,  pp. 83-86.
- Della particolare maniera di incubazione delle uova da parte dell'Octopus vulgaris Lmk., in Pubbl. Staz. Zool. Napoli, III, Napoli, 1921,  pp. 187-190.
- Sulla Balaenoptera acuto-rostrata Lacepède (1804) presa a Lacco Ameno (Ischia), in Boll. Soc. Nat. in Napoli. Comunicazioni verbali, XXXVII=XVII (II) 1925, Napoli, Off. Cromolit. Aldina, 1926,  pp. 8-9.

### Manuali didattici di zoologia
- Prelezione al Corso pareggiato di Zoologia (anno scolastico 1891-92), Napoli, Stab. Tip. F.lli Ferrante, 1893,  p. 30.
- Disegno di Zoologia sistematica secondo le lezioni dettate nell'anno scolastico 1892- 93 nella R . Univ. di Napoli, Napoli, Stab. Tip. F.lli Ferrante, 1893.

### Biografie, commemorazioni e necrologi
- Necrologia del Prof Achille Costa, in Ann. Anno Scol, 1899-1900 R. Univer. Napoli, Tip. e Stereotip. R. Università, 1900,  pp. 346-350.
- Necrologia del Prof. Giuseppe Palma, in Ann. Anno Scol. 1899-1900 R. Univ. Napoli, Napoli, Tip. e Stereotip. R. Università, 1900,  pp. 351-353.
- Giuseppe Jatta. Commemorazione, in Boll. Soc. Nat. in Napoli, XVIII (1), Napoli, R. Tip. Francesco Giannini e Figli, 1904,  pp. 86-99.
- Per l'inaugurazione del monumento a Salvatore Trinchese in Martano di Lecce. Discorso, in Boll. Soc. Nat. in Napoli, XXII (2), Napoli, R. Tip. Francesco Giannini e Figli, 1908,  pp. 119-132.
- Comitato italiano per le onoranze ad Antonio Dohrn (a cura di), Solenne commemorazione nell'aula magna della R. Università di Napoli, 5 dicembre 1909, Napoli, R. Tip. Francesco Giannini e Figli, 1909,  p. 32.
- La cerimonia inaugurale della statua di Lamarck a Parigi, in Boll. Soc. Nat. in Napoli, XXIII (2), Napoli, R. Tip. Francesco Giannini e Figli, 1909,  pp. 189-191.
- Discorso commemorativo di Filippo Cavolini, in Boll. Soc. Nat. in Napoli, XXIV=IV (II), Suppl., Napoli, R. Tip. Francesco Giannini e Figli, 1910,  pp. 35-110.
- Per Salvatore Lo Bianco. Poche parole, in Atti R. Ist. d'Incoraggiamento, Napoli, Cooperativa tipografica, 1910.
- Commemorazione di Giuseppe Albini, in Atti Acc. Pontaniana, XLII (2), n. 5, Napoli, R. Tip. Francesco Giannini e Figli, 1912,  pp. 1-6.
- Paolo Della Valle ( Commemorazione), in Rend. Acc. Sc. Fis. e Mat. Soc. R. Napoli, XXIV (3), Napoli, Tip. R. Acc. Sc Fis. e Mat., 1918,  pp. 3-17.
- Carlo Praus-Franceschini (Commemorazione), in Boll. Soc. Nat. in Napoli, XXXI (II, vol. XI), Napoli, Officina Cromotip. Aldina, 1918,  pp. 3-7.
- Discorso per l'inaugurazione del busto al Senatore Marchese Giacomo Doria fondatore del Museo Civico di Storia Naturale di Genova, in Monit. zool. it. (Allegato), XXXV, n. 12, Napoli, F.lli Ciolfi, 1924,  pp. 57-58.
- Discorso del Prof. Francesco Sav. Monticelli,  pp. 13-15, in Società dei Naturalisti in Napoli. Comitato promotore per le onoranze al Prof. Antonio Della Valle, Onoranze tributate al Socio Prof. Antonio Della Valle nel giubileo del suo insegnamento, in Boll. Soc. Nat. in Napoli, XXXVII (Ser. II, Vol. XVII), Napoli, Off. Cromotip. Aldina, 1926,  pp. 1-28 (in Appendice).

### Istituti, associazioni e istituzioni scientifiche
- La scuola Zoologica Napoletana, in Giorn. Intern. delle Sc. Med., XXII, n. 5, Napoli, E. Detken e Rocholl, 1900,  pp. 193-215.
- Notizie intorno al Museo Zoologico della R. Università di Napoli, in Ann. Anno Scol. 1899-1900 R. Univ. Napoli, Napoli, Tip. e Stereotip. R. Università, 1900,  pp. 71-77, tav. I.
- Notizie sulla origine e le vicende del Museo Zoologico della R. Università di Napoli, in Ann. Museo Zool. R. Università di Napoli, I (n.s.), n. 2, Napoli, Tip. Melfi & Joele, 15 settembre 1901,  pp. 1-47.
- Per l'Istituto zoologico della R. Università di Napoli, Napoli, Tip. Melfi & Joele, 1901,  pp. 47, 2 tav.
- Per l'inaugurazione del corso ufficiale di parassitologia nell'Università di Napoli: poche parole di storia, Napoli, Melfi & Joele, 1912,  pp. 1-4.
- Dopo venticinque anni, in Rendiconto della XV Assemblea ordinaria e del Convegno dell'Unione Zoologica Italiana in Bologna  (30 Ottobre - 6 Novembre 1926). Monit. zool. it. (Allegato), XXXIX, n. 12, Firenze, 1928,  pp. 4-9.

### Discorsi, relazioni e scritti vari
- Prefazione, in Ann. Museo Zool. R. Università di Napoli, I (n.s.), n. 1, Napoli, Tip. Melfi & Joele, 24 agosto 1901,  pp. 1-2.
- Di un nuovo compressore, in Zeit. Wissen. Mikrosk., IX, Stuttgart, Harald Bruhn, 1894,  pp. 454-458, 5 fig.
- Rendiconto della seconda Assemblea ordinaria e del Convegno dell'Unione Zoologica italiana in Napoli (10-13 Aprile 1901). Relazione, in Monit. zool. it., XII, n. 7, Firenze, Soc. Tip. Fiorentina, 1901,  pp. 172-173.
- Rendiconto della quinta assemblea ordinaria e del Convegno dell'Unione Zoologica Italiana. In Portoferraio 15-20 aprile 1905. Discorso del Presidente dell'Unione, in Mon. zool. ital., XVI, n. 7-8, Firenze, Tip. S. Bernardino, 1905,  pp. 191-193.
- La profilassi biologica contro la malaria, in Atti R. lst. Incor. Napoli, LVIII (VI) MC.MVI, Napoli, Coop. Tip., 1907,  pp. 195-198.
- R. Università di Napoli (a cura di), Pel centenario della Cattedra di zoologia, in Centenario della Cattedra di zoologia nella R. Università di Napoli, 1806-1906, Napoli, Stab. tip. della R. Università, 1907.
- Rendiconto della ottava Assemblea ordinaria e del Convegno dell'Unione Zoologica italiana in Bormio (31 Agosto-4 Settembre 1908). Relazione, in Monit. zool. it., XX, n. 2-3, Firenze, Tip. L. Niccolai, 1909,  pp. 30-32.
- Rendiconto della ottava Assemblea ordinaria e del Convegno dell'Unione Zoologica italiana in Bormio (31 Agosto-4 Settembre 1908). Sulla compartecipazione del!' U. Z. I. al «Conciluim Bibliographicum» di Zurigo, in Monit. zool. it., XX, n. 2-3, Firenze, Tip. L. Niccolai, 1909,  pp. 97-98.
- Rendiconto della nona assemblea ordinaria e del convegno dell'Unione Zoologica Italiana in Napoli (12-16 Settembre 1910). Relazione, in Monit. zool. it., XXI, n. 11-12, Firenze, Tip. L. Niccolai, 1910,  pp. 260-263.
- Rendiconto dell'undicesima assemblea ordinaria e del convegno dell'Unione Zoologica Italiana in Palermo (14-17 Aprile 1914). Relazione letta da Alessandro Ghigi, in Monit. zool. it., XXVI, n. 5-6, Firenze, Tip. L. Niccolai, 1915,  pp. 102-109.
- Rendiconto della dodicesima Assemblea ordinaria e del Convegno dell'Unione Zoologica Italiana in Trieste  (8-12 Settembre 1921). Relazione letta da Edoardo Gridelli, in Monit. zool. it. (Allegato), XXXII, n. 12, Napoli, Off. Cromotip. Aldina, 1921,  pp. 4-9.
- Rendiconto della tredicesima Assemblea ordinaria e del Convegno dell'Unione Zoologica Italiana in Trento (11-16 Settembre 1922). Relazione, in Monit. zool. it., XXXIV, n. 7-8, Firenze, Stab. Tip. S. Bernardino, 1923,  pp. 158-160.

### Conferenze alla Società dei Naturalisti in Napoli
- I serpenti velenosi (1883).[158]
- Il marchese Antinori naturalista (1883).
- Su l'applicazione dell'entomologia alla medicina legale (1883).
- Sul significato delle cellule polari degl'insetti (1883).
- Su i risultati zoologici della spedizione Bove al polo Sud (1883).
- Osservazioni su di una varietà di Vespertilio murinus (1884).
- L'autotomia. 2 Conferenze (1884).